# Nymphalinae
De Nymphalinae zijn een onderfamilie van vlinders uit de familie Nymphalidae, die omvat wat men in het Nederlands traditioneel schoenlappers of aurelia's noemt. De indeling in tribus en geslachten in dit artikel volgt die van de Nymphalidae Systematics Group.

## Geslachtgroepen en geslachten

### Nymphalini
- Nymphalis Kluk, 1780
  - = Scudderia Grote, 1873 non Scudderia Stål, 1873 (Tettigoniidae)
  - = Euvanessa Scudder, 1889
  - = Roddia Korshunov, 1995
  - = Antiopana Korb, 2005
- Aglais Dalman, 1816
  - = Hamadryas Hübner, 1806 non Hamadryas Hübner, 1806 (Biblidinae)
  - = Ichnusa Reuss, 1939
  - = Inachis Hübner, 1819
- Antanartia Rothschild & Jordan, 1903
- Araschnia Hübner, 1819
- Colobura Billberg, 1820
  - = Gynoecia Doubleday, 1844
- Hypanartia Hübner, 1821
  - = Hybristis Hübner, 1937
  - = Eurema Doubleday, 1844 non Eurema Hübner, 1819 (Pieridae)
  - = Heurema Herrich-Schäffer, 1865 non Heurema Agassiz, 1846 (Pieridae)
- Kaniska Moore, 1899
- Mynes Boisduval, 1832
- Polygonia Hübner, 1819
  - = Comma Rennie, 1832
  - = Eugonia Hübner, 1819
  - = Grapta Kirby, 1837
- Symbrenthia Hübner, 1819
  - = Laogona Boisduval, 1836
  - = Brensymthia Huang, 2001
- Vanessa Fabricius, 1807
  - = Nymphalis Latreille, 1804 non Nymphalis Kluk, 1780
  - = Cynthia Fabricius, 1807
  - = Pyrameis Hübner, 1819
  - = Bassaris Hübner, 1821
  - = Ammiralis Rennie, 1832
  - = Phanessa Sodoffsky, 1837
  - = Neopyrameis Scudder, 1889
  - = Fieldia Niculescu, 1979
- † Jupitella Carpenter, 1985
- † Mylothrites Scudder, 1875

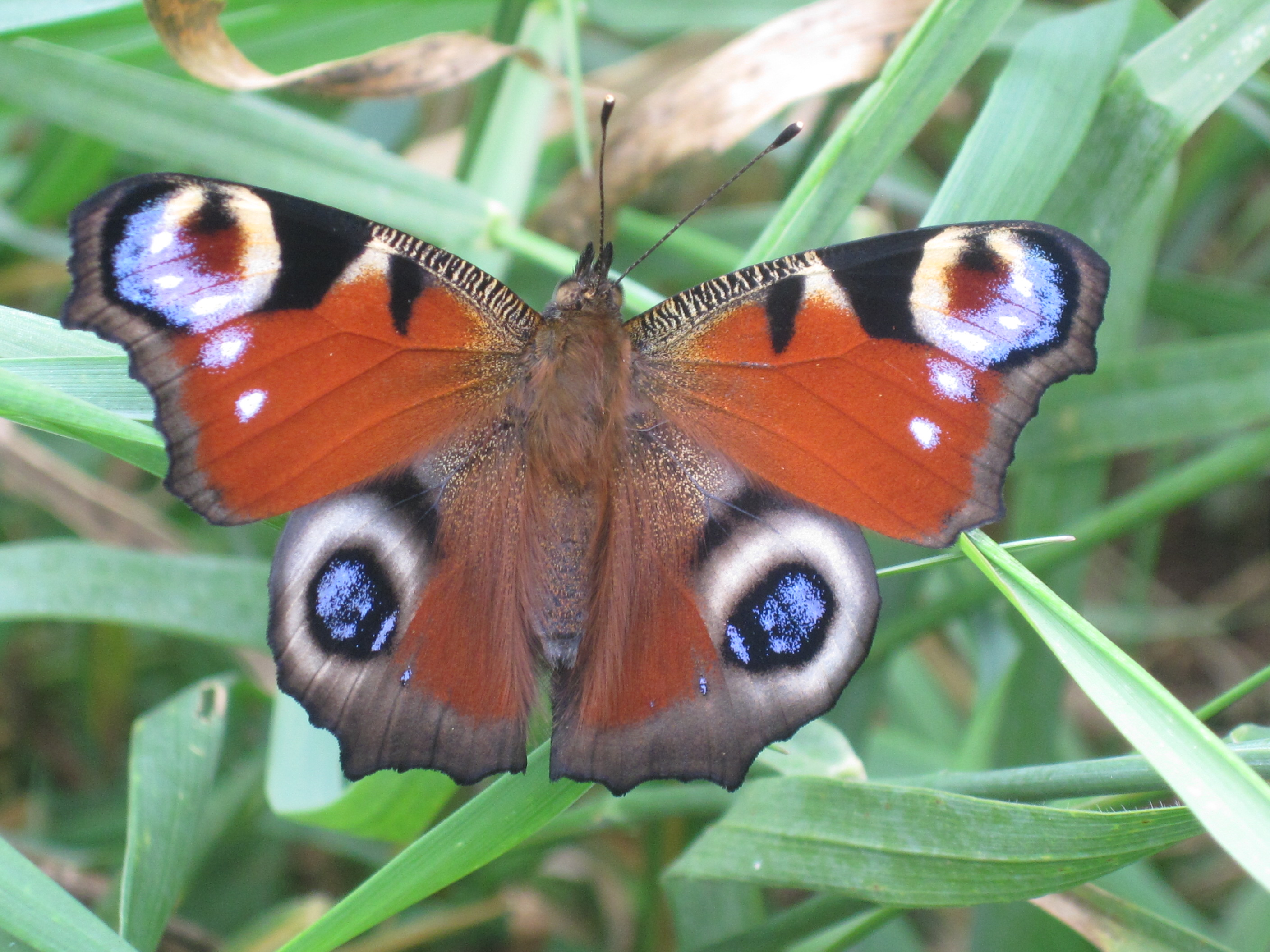
Aglais io Dagpauwoog
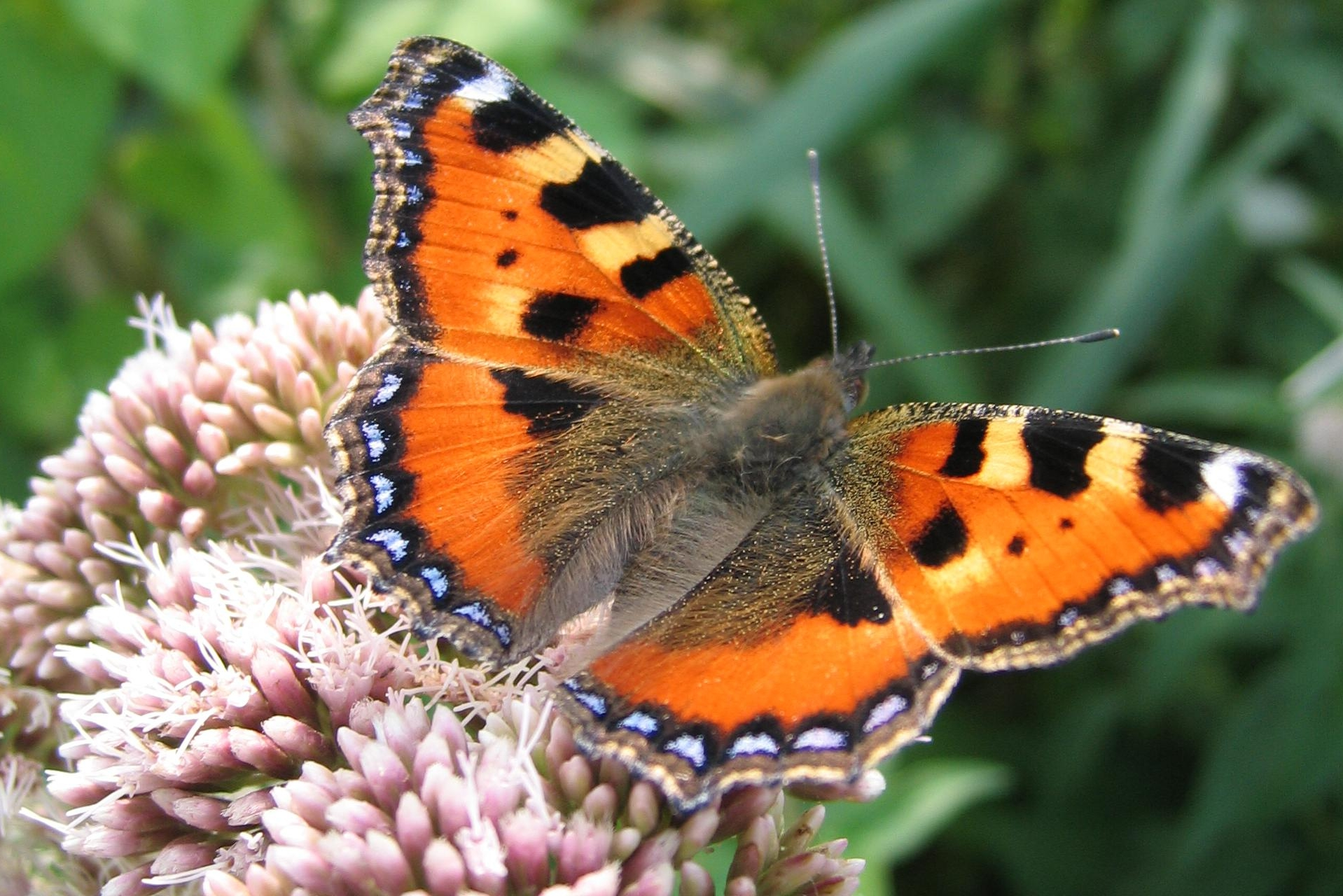
Aglais urticae Kleine vos
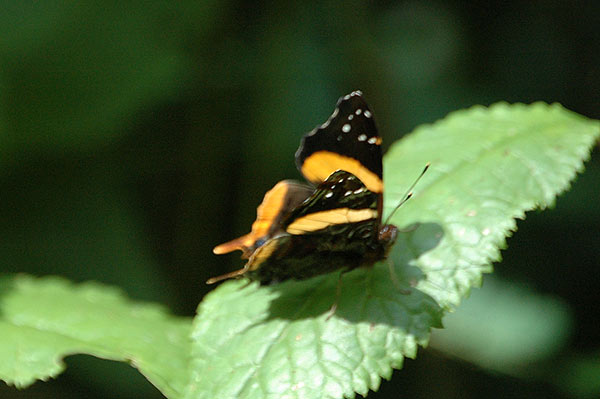
Antanartia schaeneia
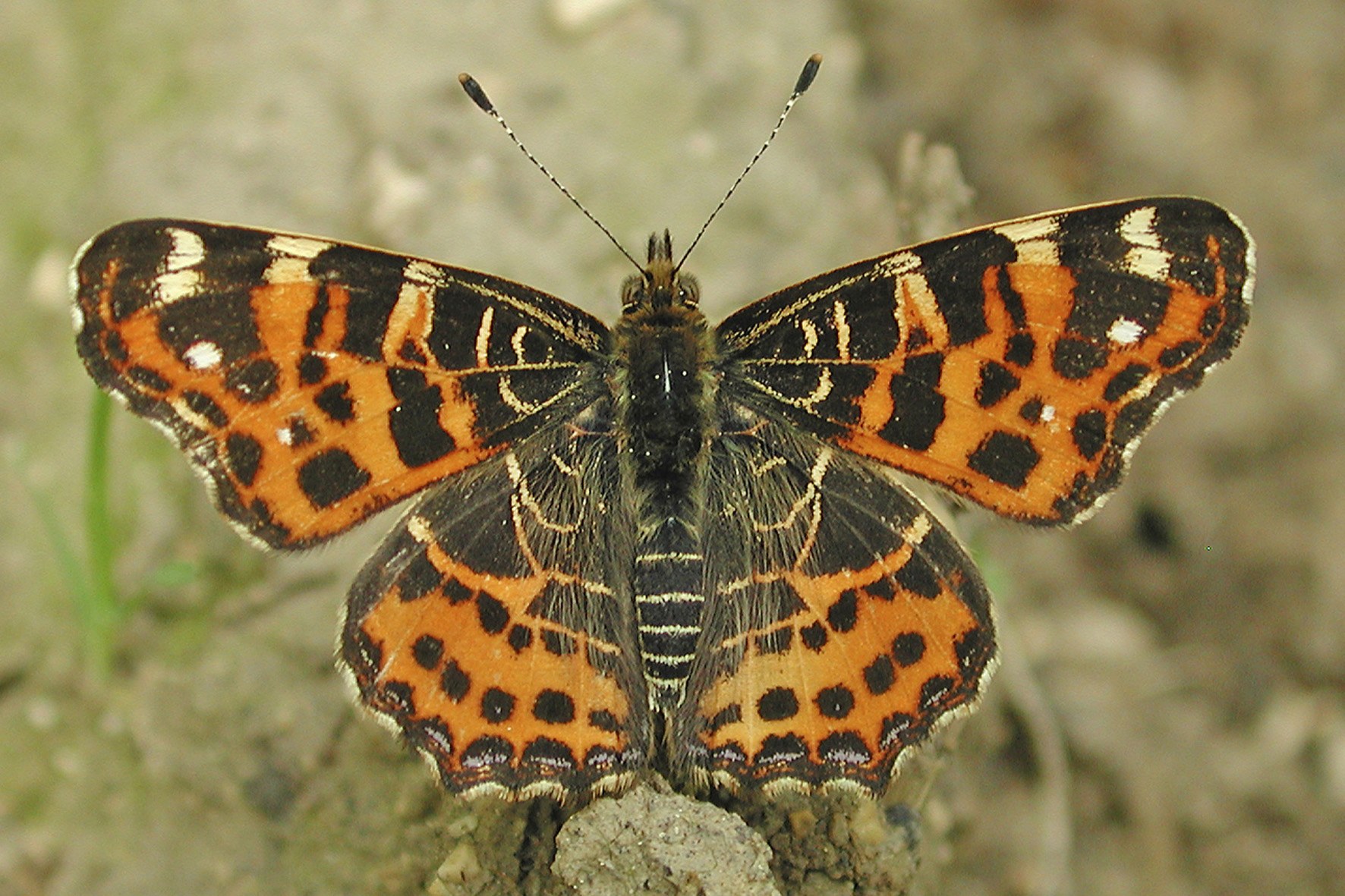
Araschnia levana Landkaartje (voorjaarsvorm)
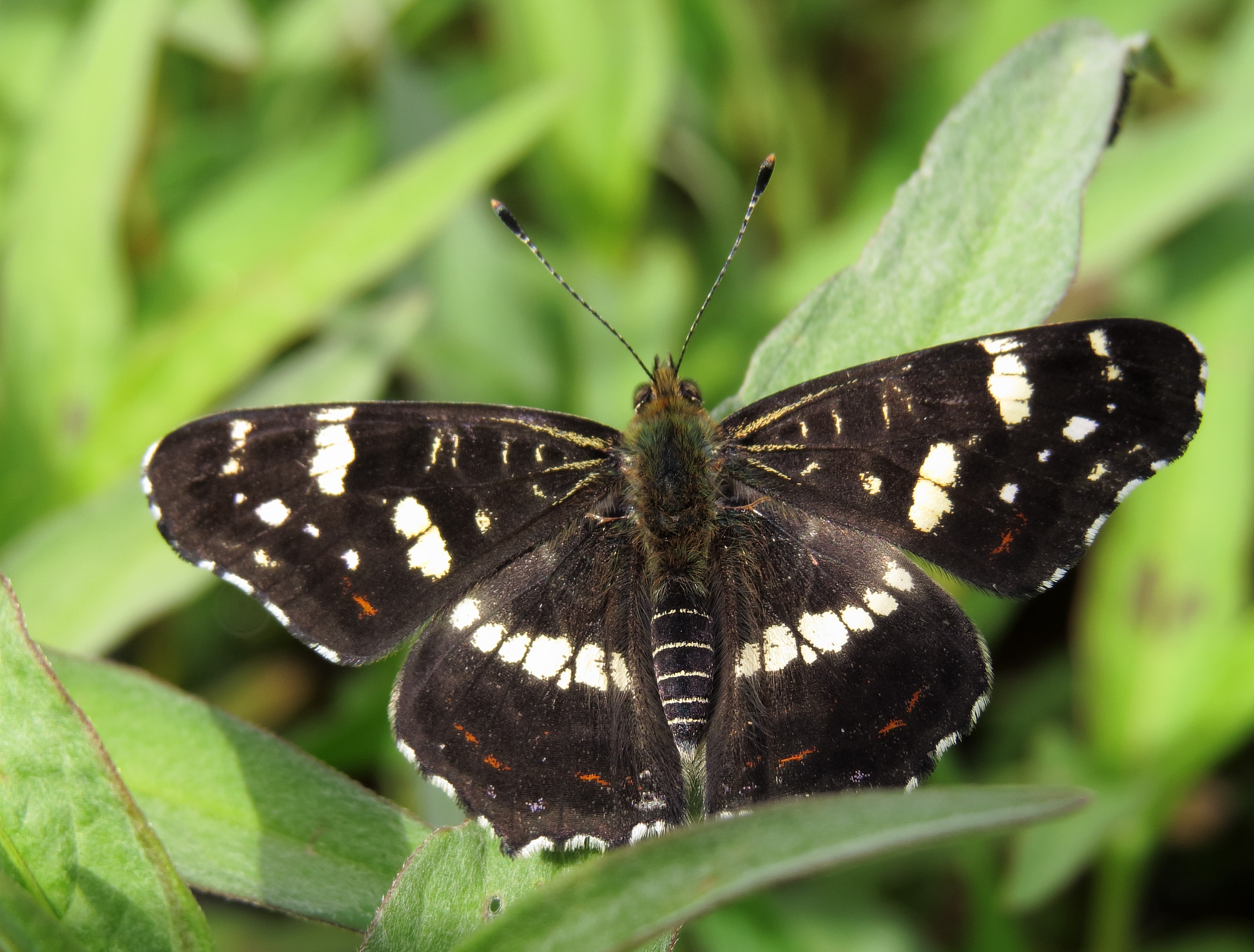
Araschnia levana Landkaartje (zomervorm)
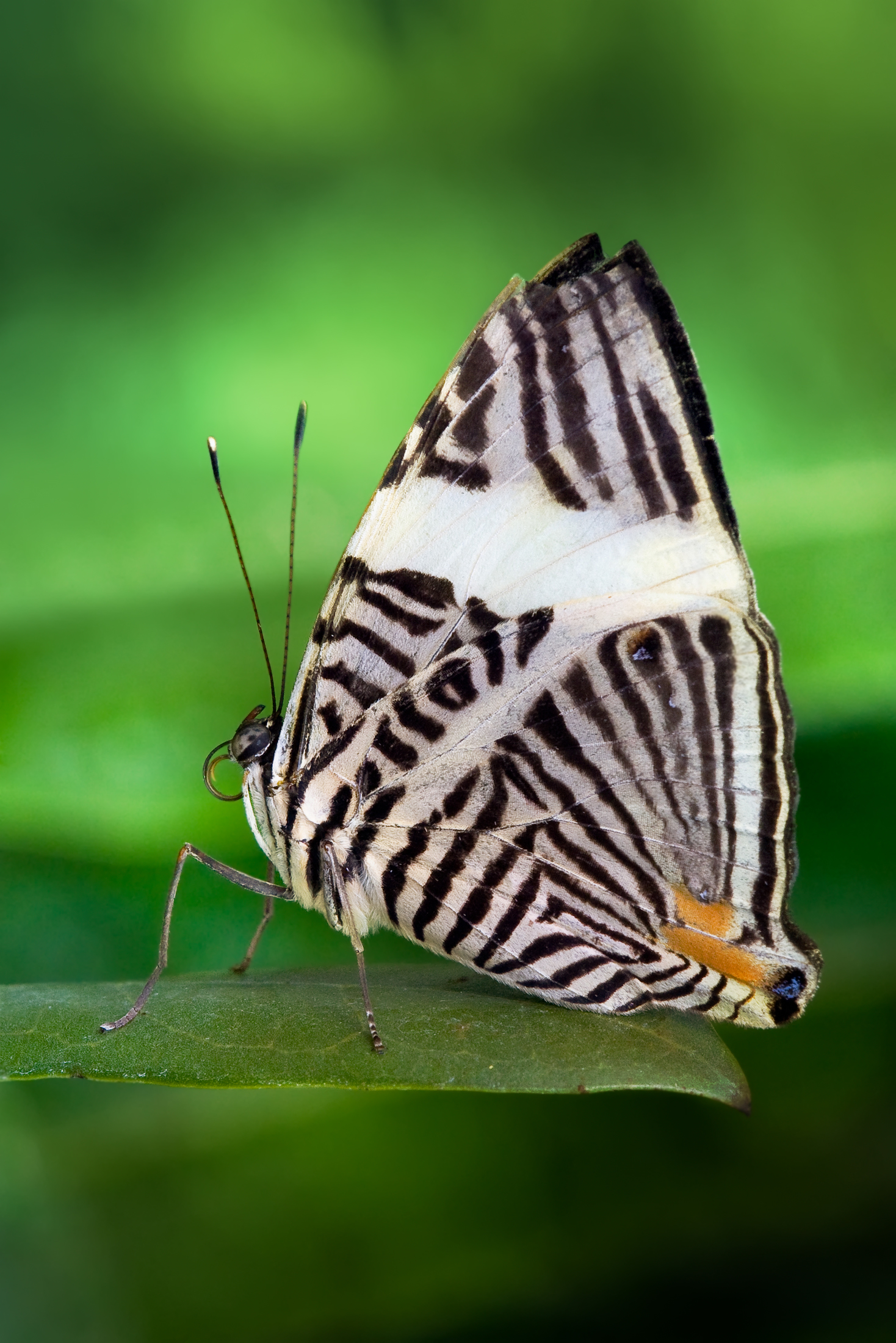
Colobura dirce
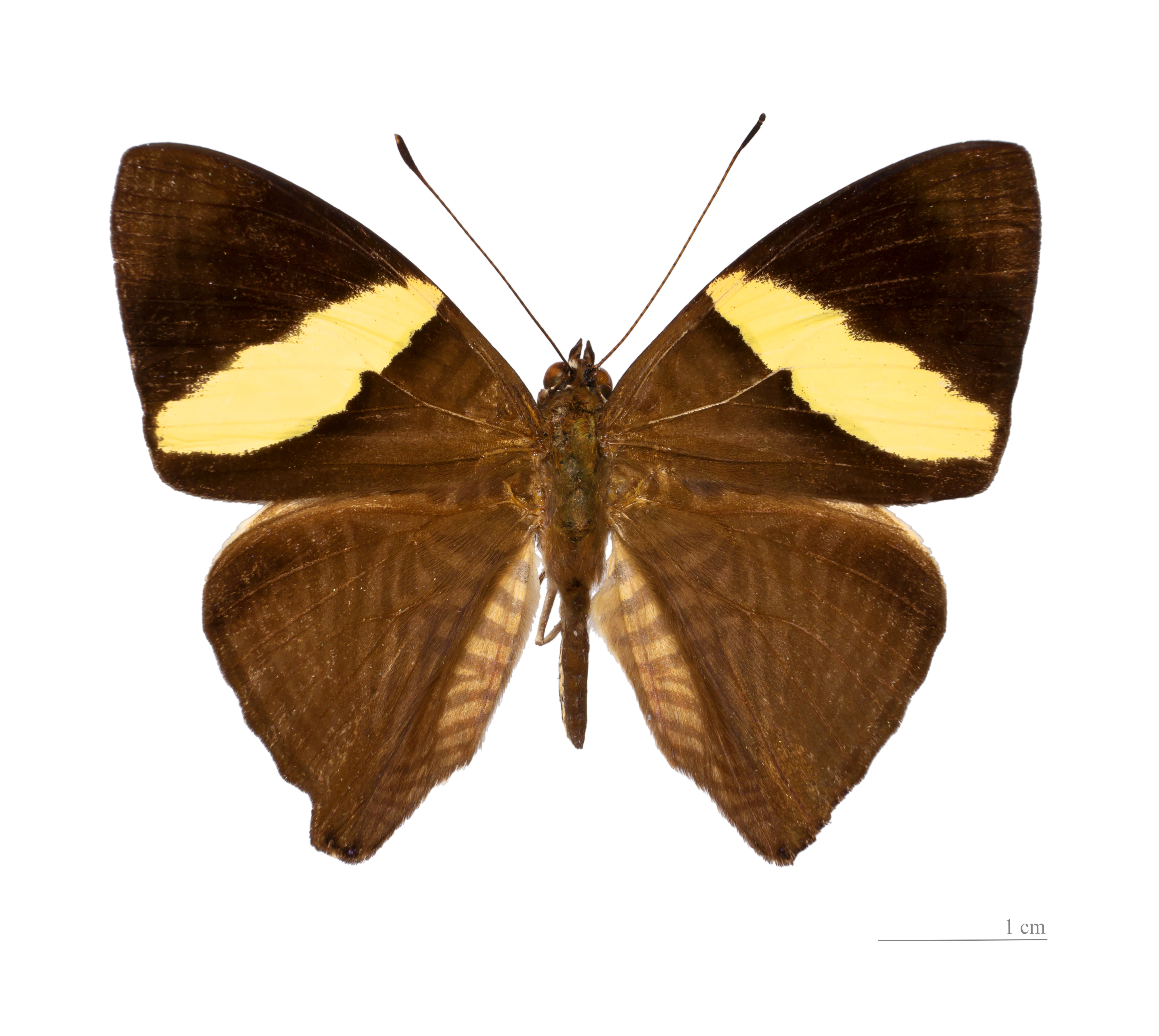
Colobura dirce
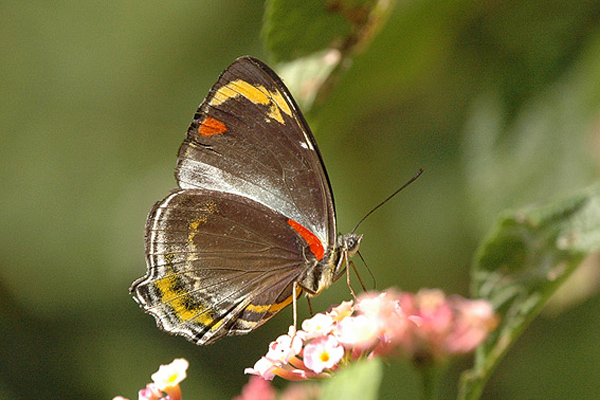
Mynes geoffroyi
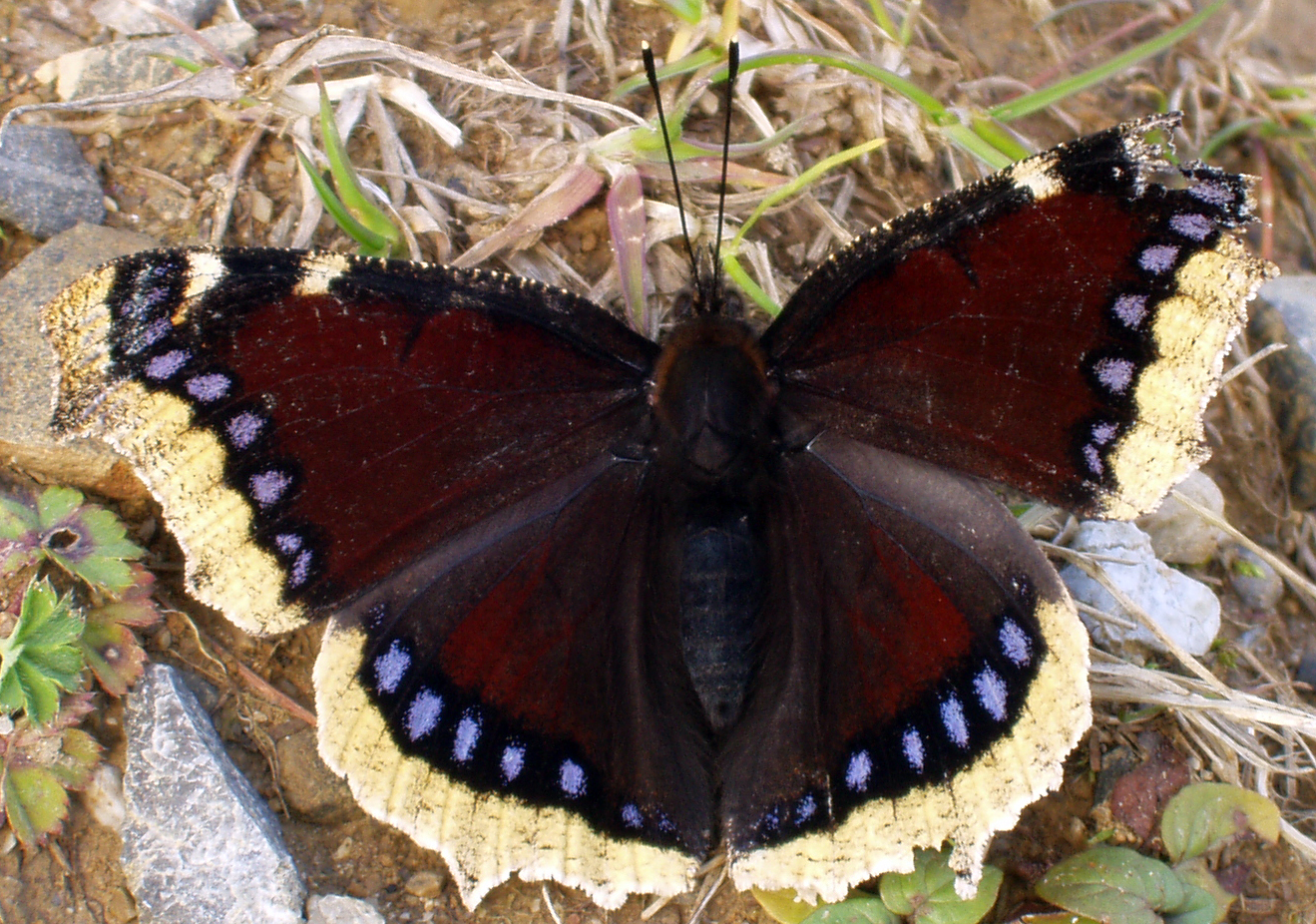
Nymphalis antiopa Rouwmantel
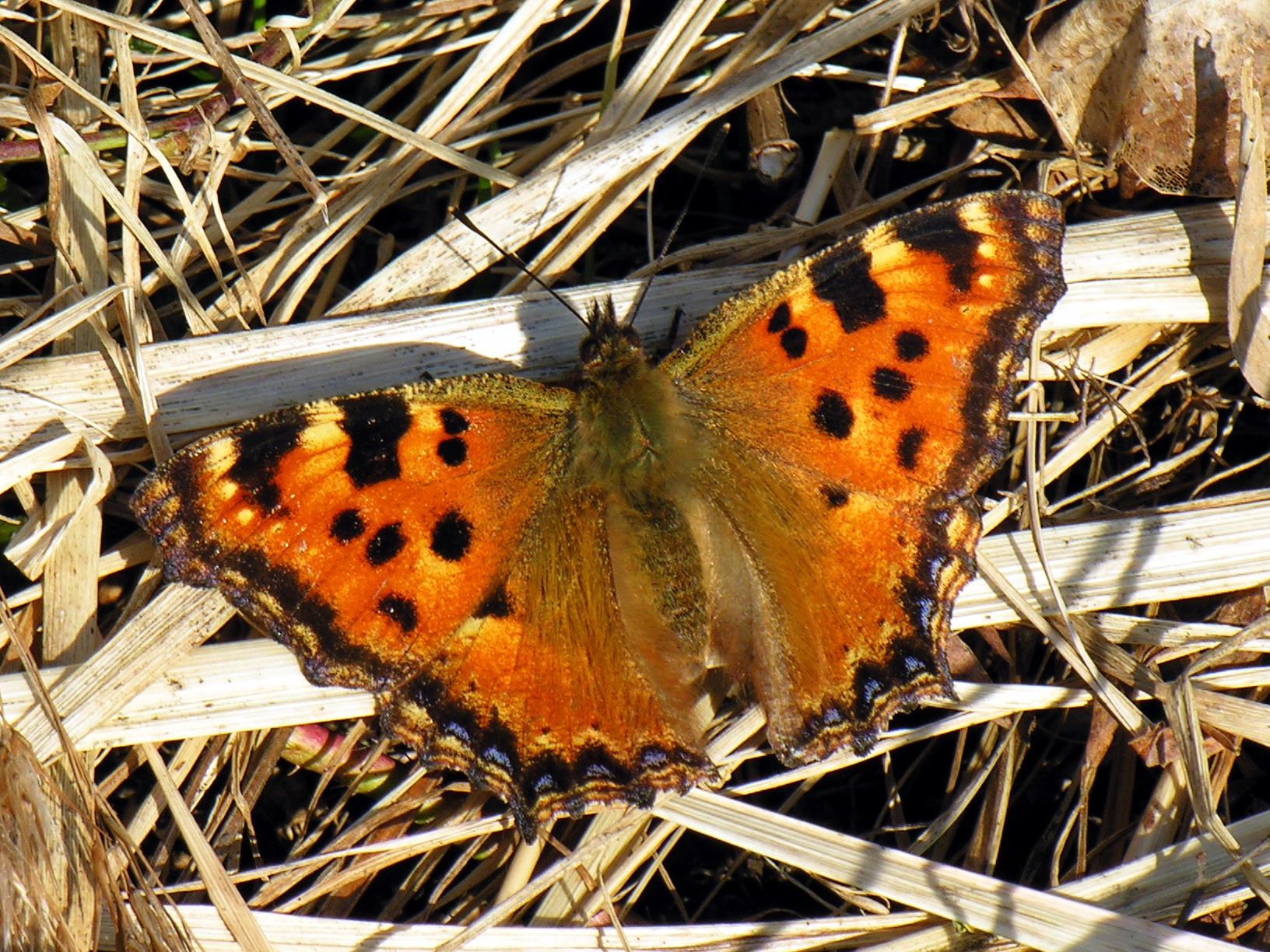
Nymphalis polychloros Grote vos
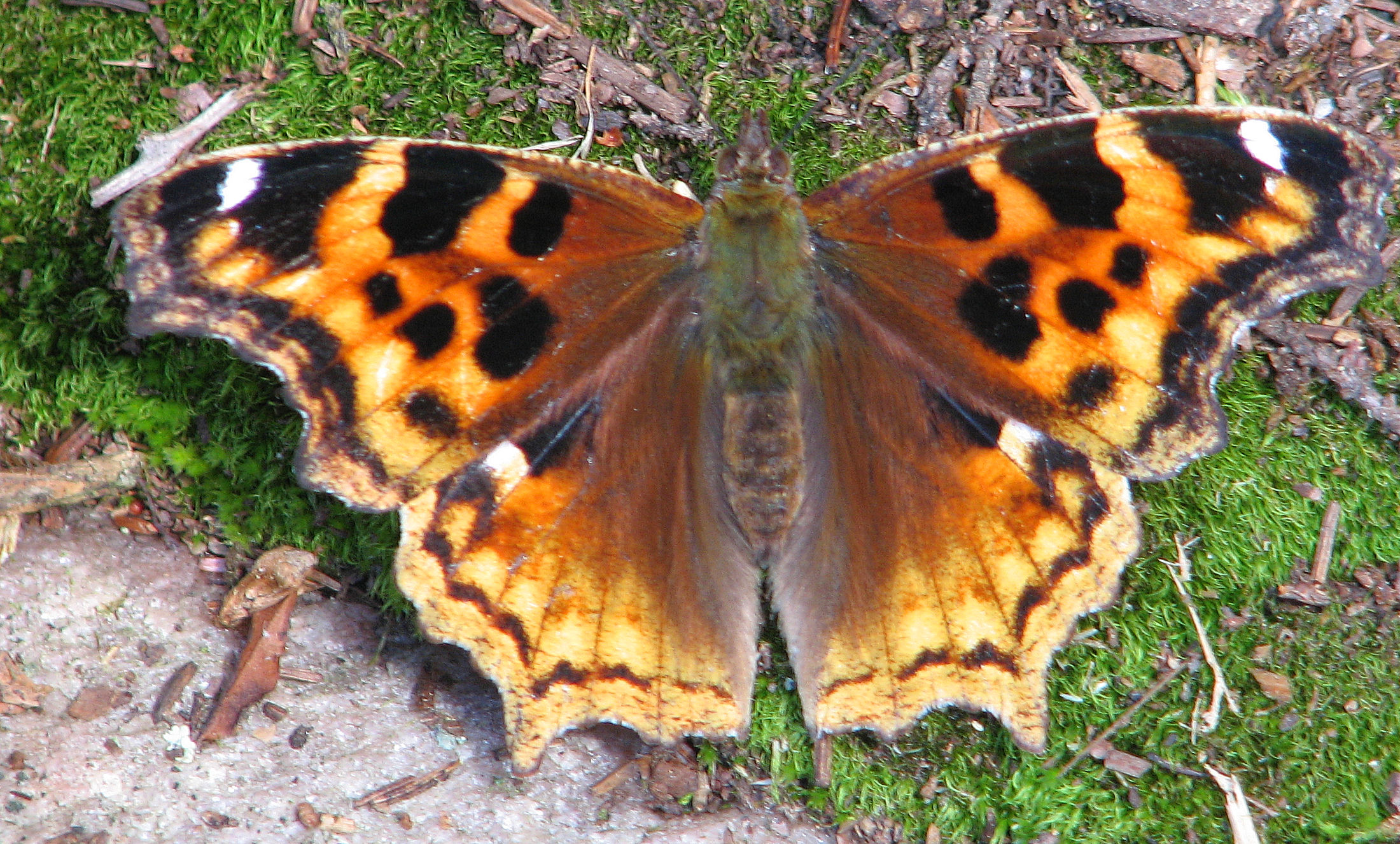
Nymphalis vaualbum Gehakkelde vos
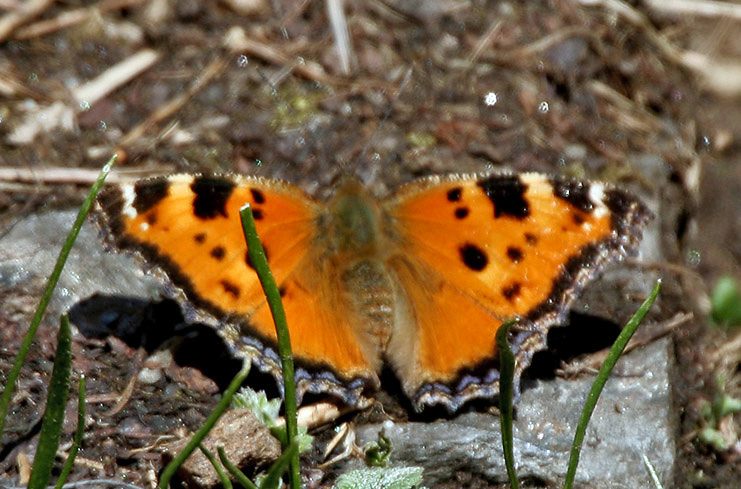
Nymphalis xanthomelas Oostelijke vos
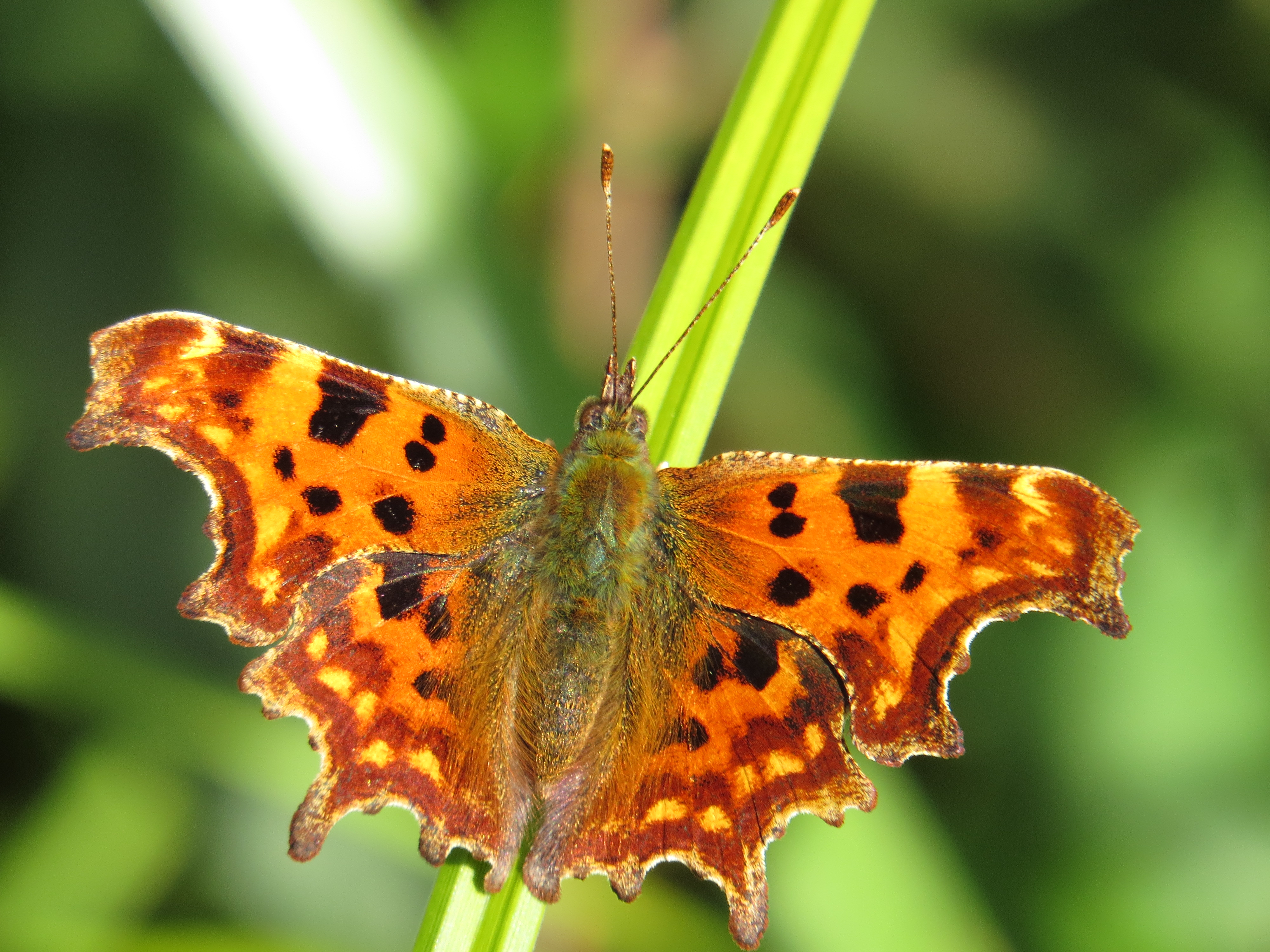
Polygonia c-album Gehakkelde aurelia
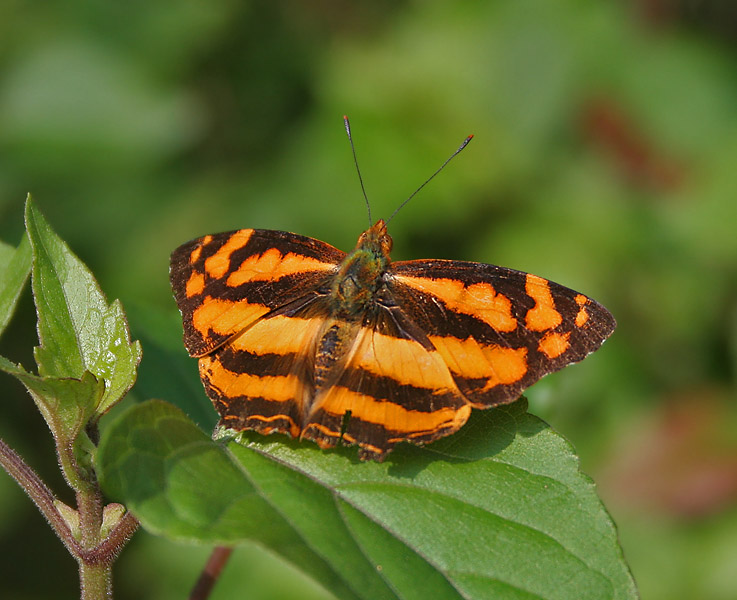
Symbrenthia hippoclus
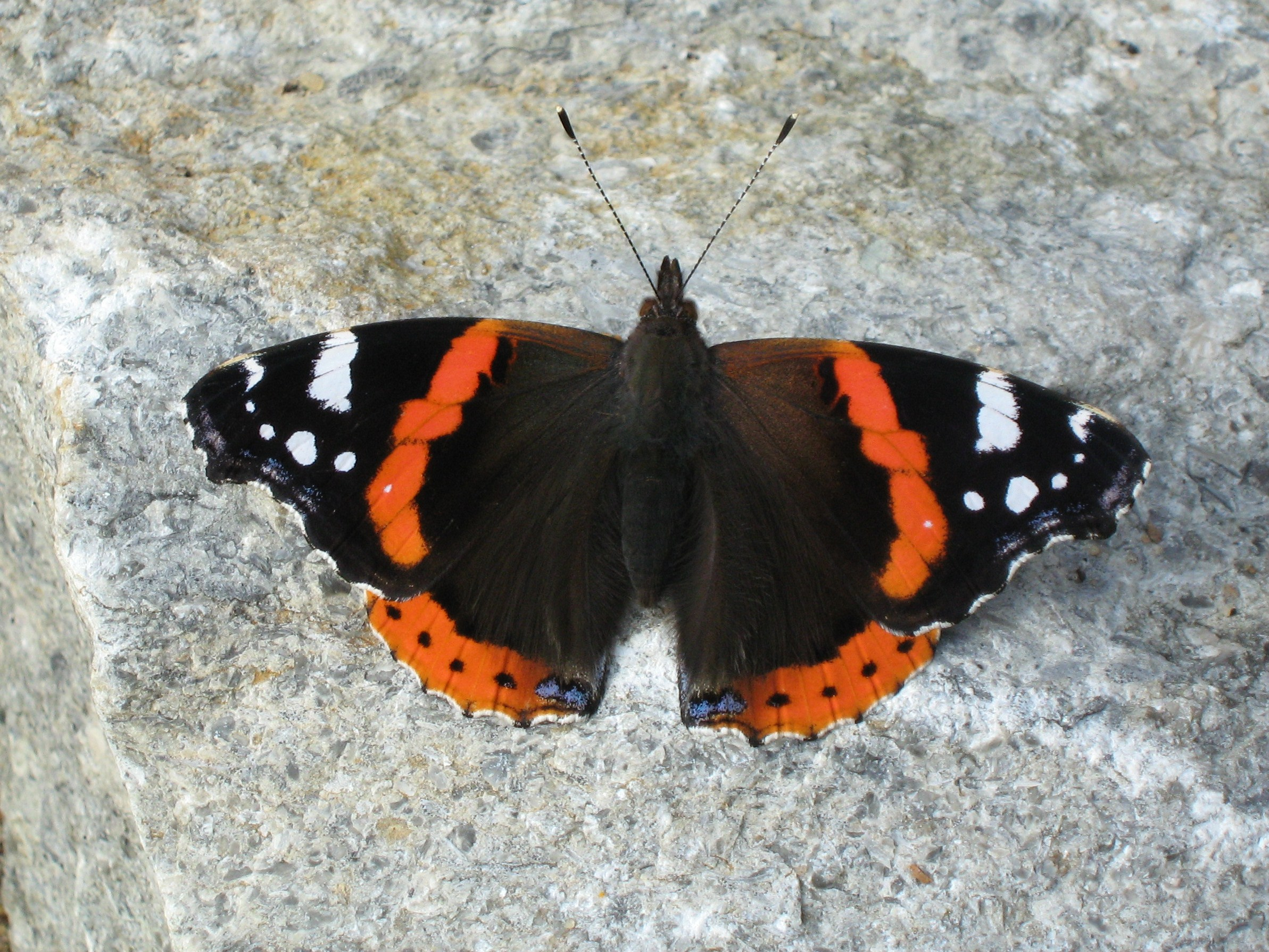
Vanessa atalanta Atalanta
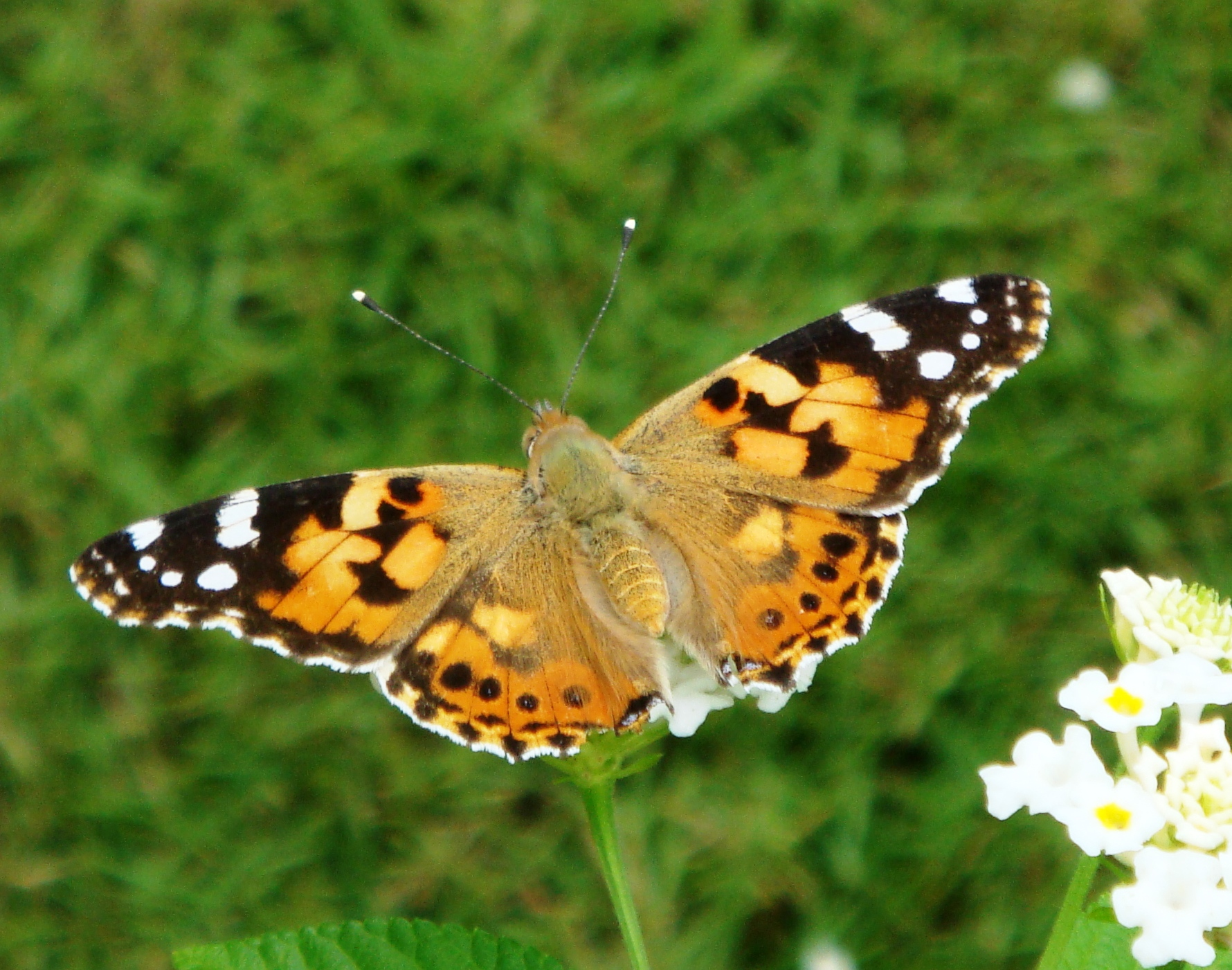
Vanessa cardui Distelvlinder
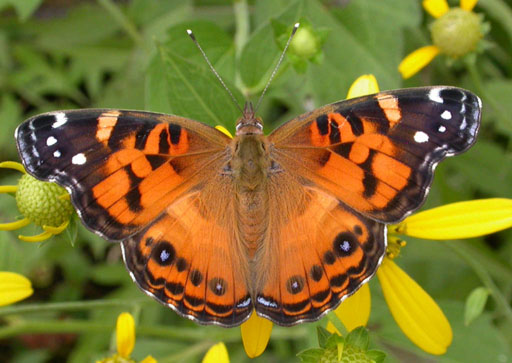
Vanessa virginiensis

### CoeiniScudder,1893
- Historis Hübner, 1819
  - = Coea Hübner, 1819
  - = Aganisthos Boisduval & Le Conte, 1835
  - = Megistanis Doubleday, 1844
  - = Megistanis Boisduval, 1870
- Baeotus Hemming, 1939
- Smyrna Hübner, 1823
- Tigridia Hübner, 1819
  - = Callizona Doubleday, 1848

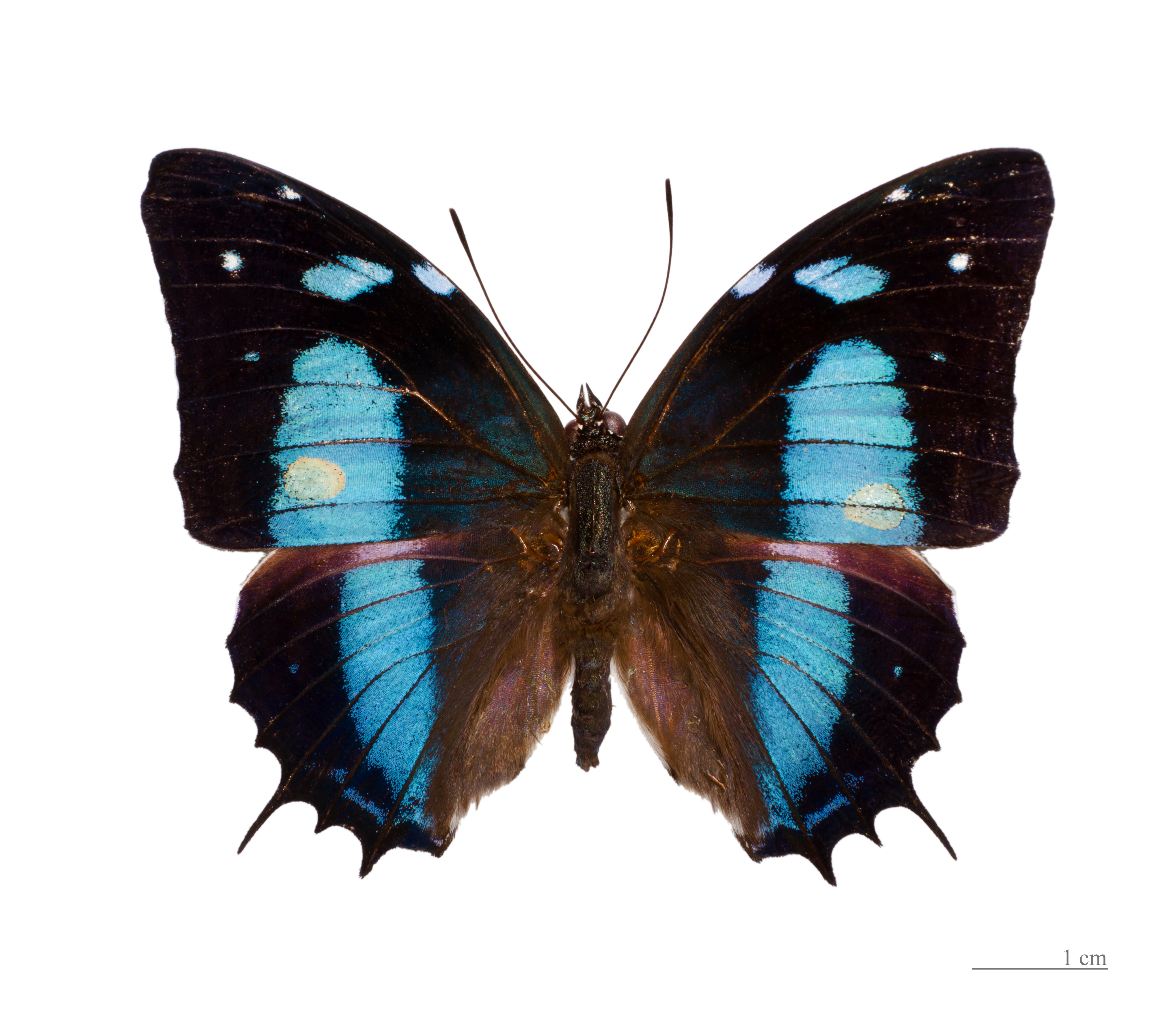
Baeotus aeilus
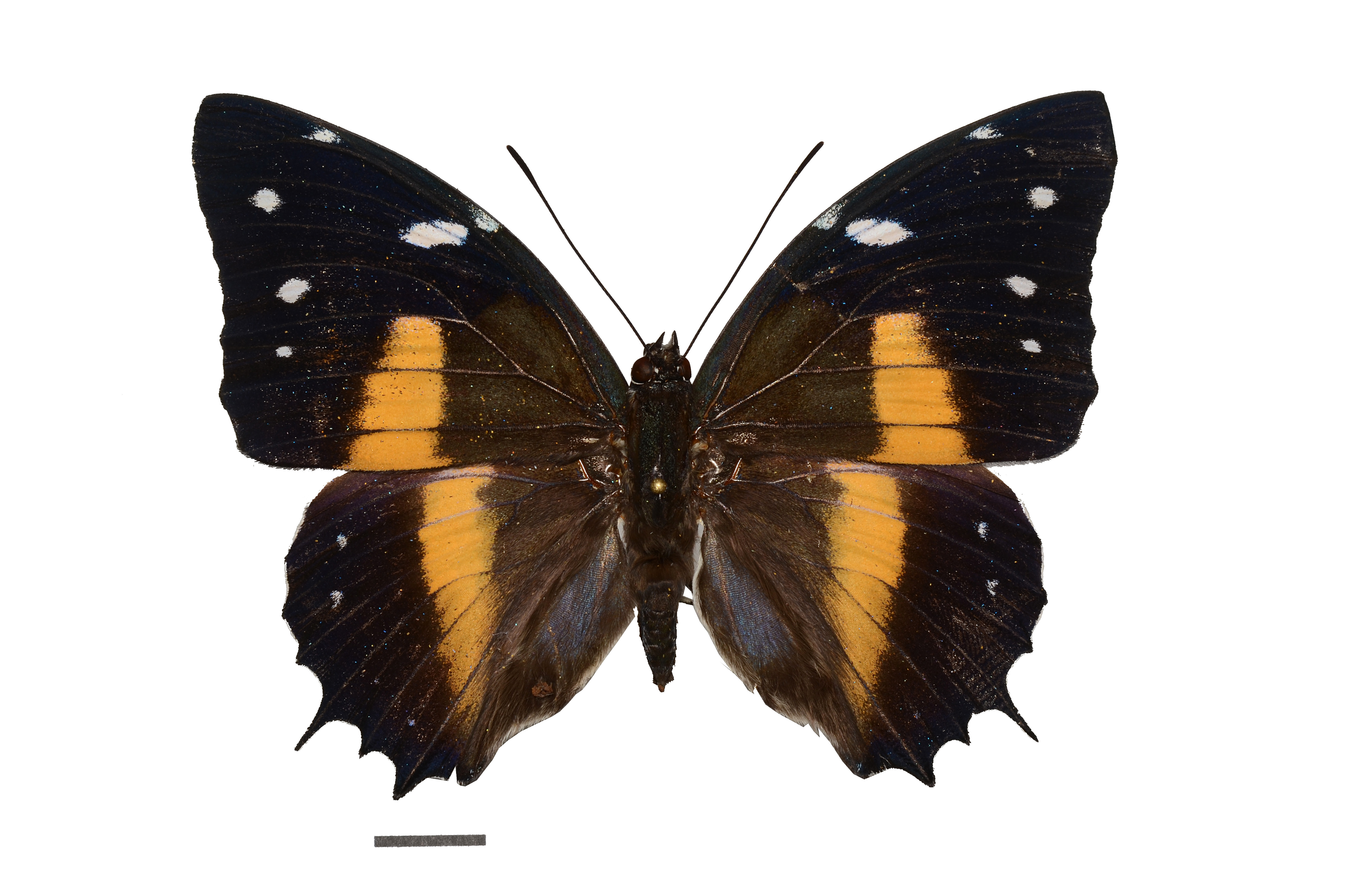
Baeotus deucalion
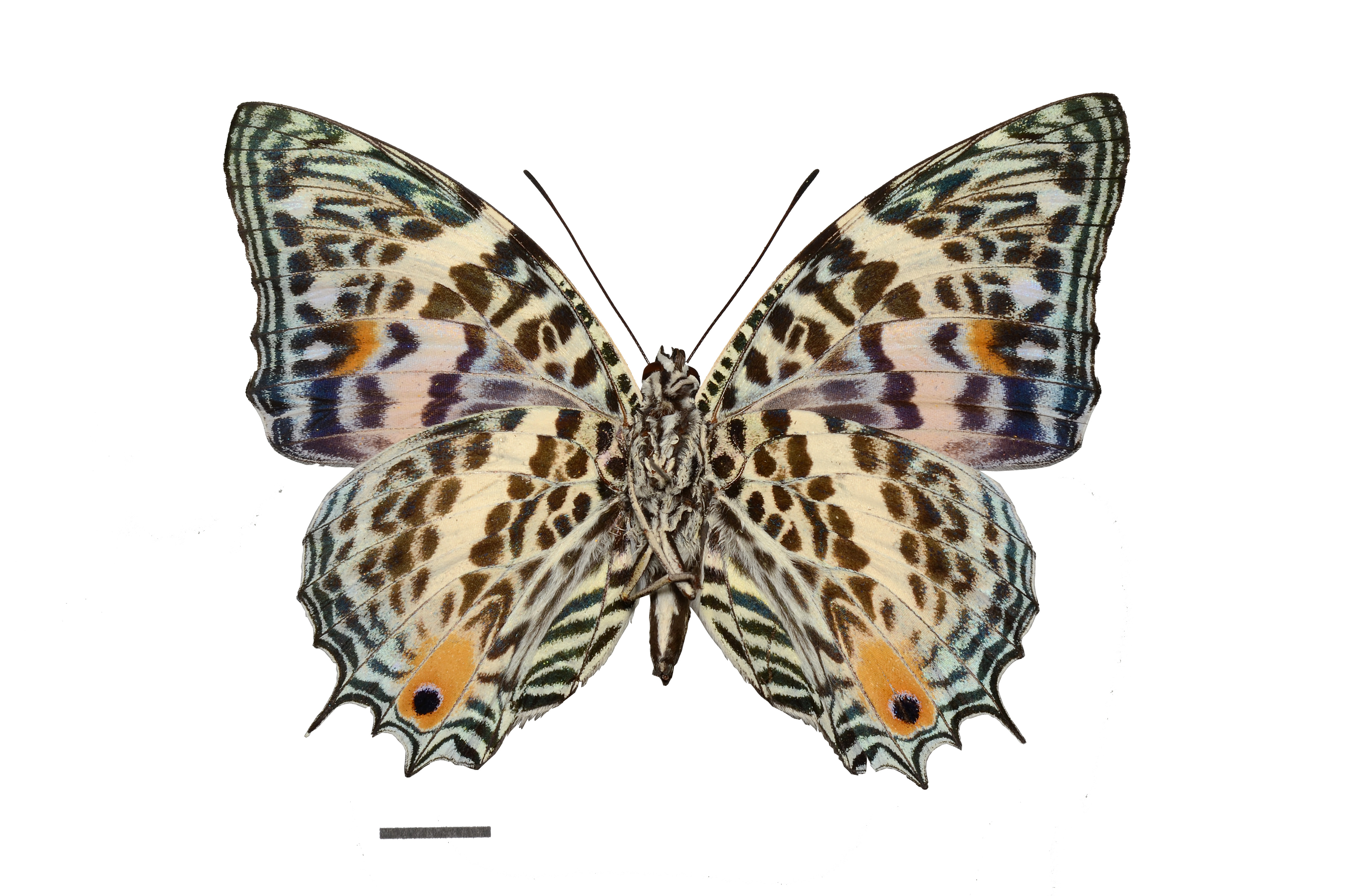
Baeotus deucalion onderzijde
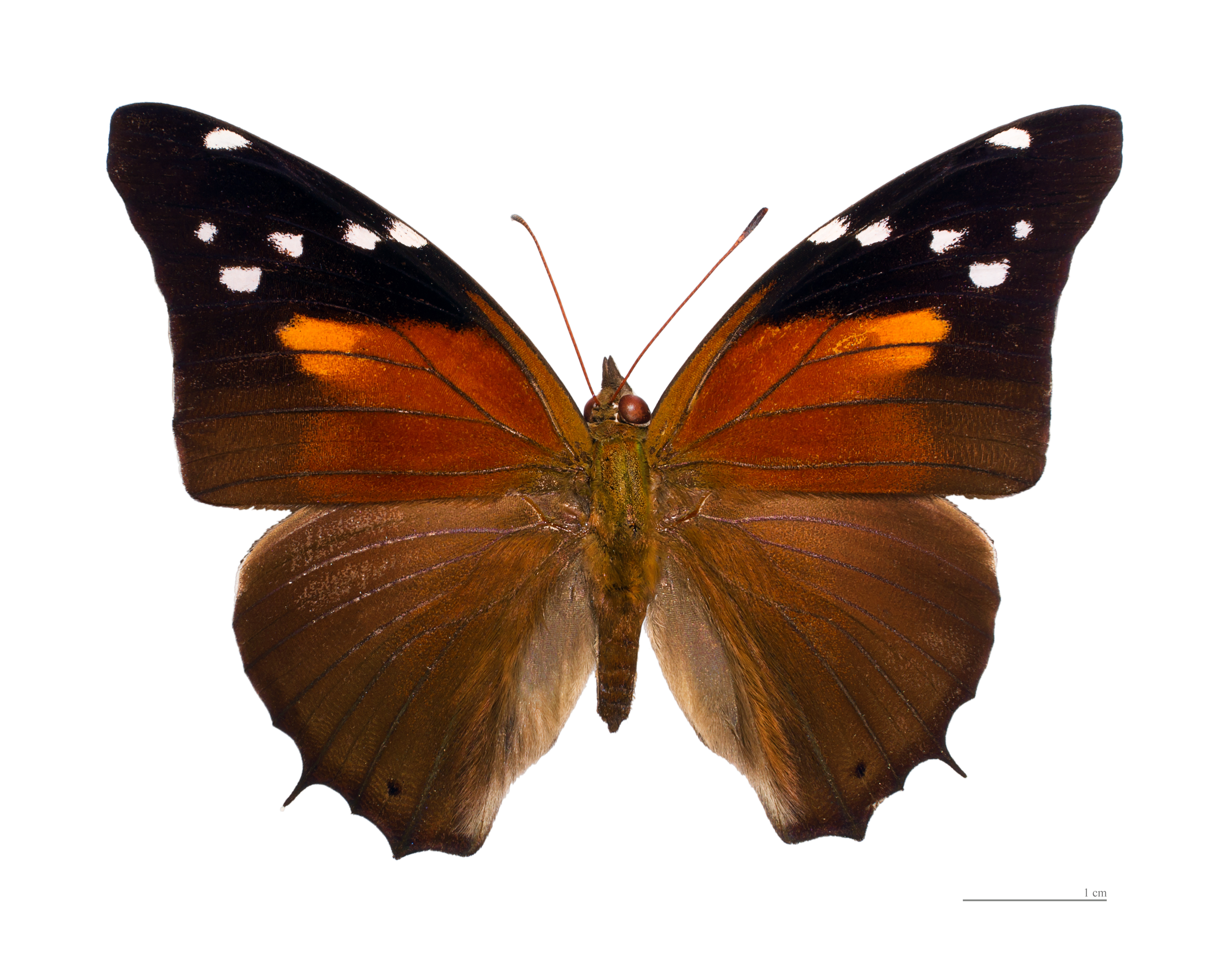
Historis acheronta
Historis odius
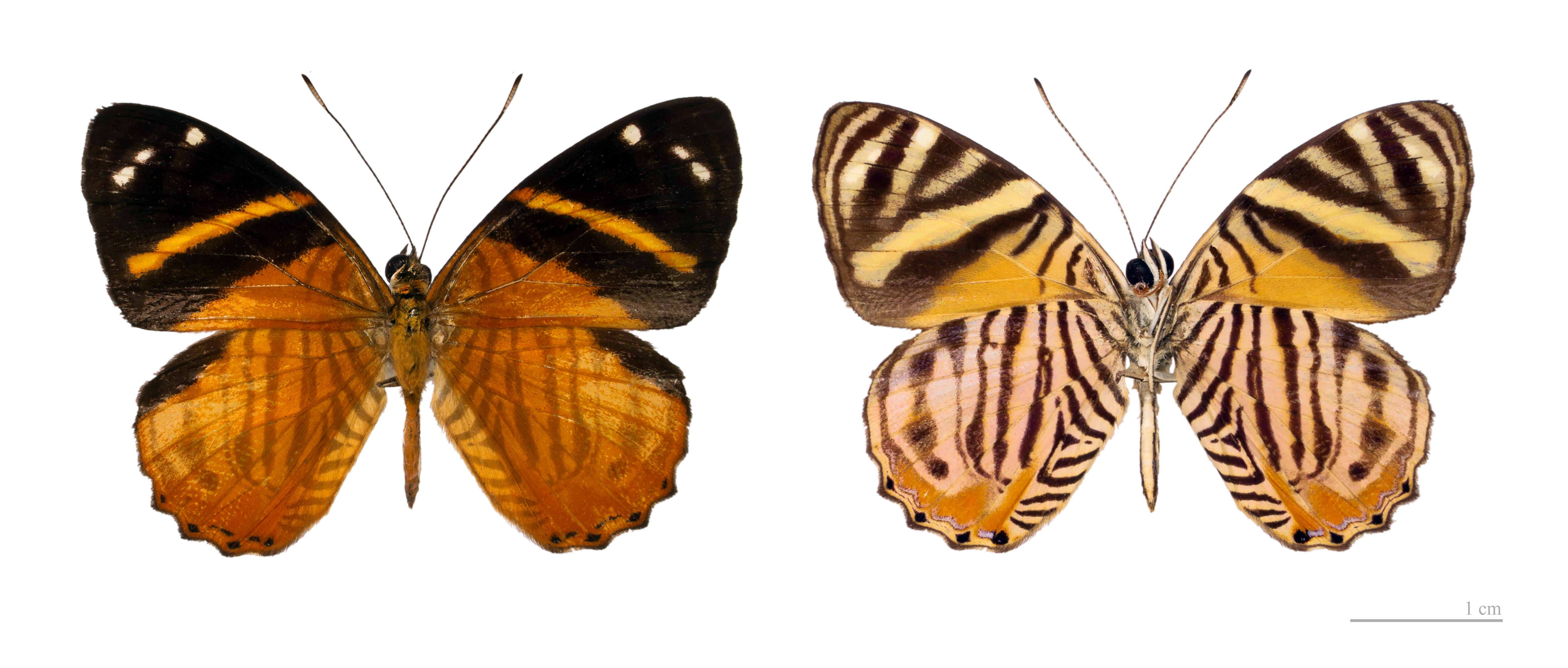
Tigridia acesta

### JunoniiniReuter,1896
- Junonia Hübner, 1819
  - = Alcyoneis Hübner, 1819
  - = Aresta Billberg, 1820
  - = Kamilla Collins & Larsen, 1991
- Hypolimnas Hübner, 1819
  - = Esoptria Hübner, 1819
  - = Diadema Boisduval, 1832 non Diadema Gray, 1825 (Echinoidea)
  - = Euralia Westwood, 1850
  - = Eucalia Felder, 1861
- Precis Hübner, 1819
  - = Coryphaeola Butler, 1878
  - = Kallimula Holland, 1920
- Protogoniomorpha Wallengren, 1857
- Salamis Boisduval, 1833
- Yoma Doherty, 1886

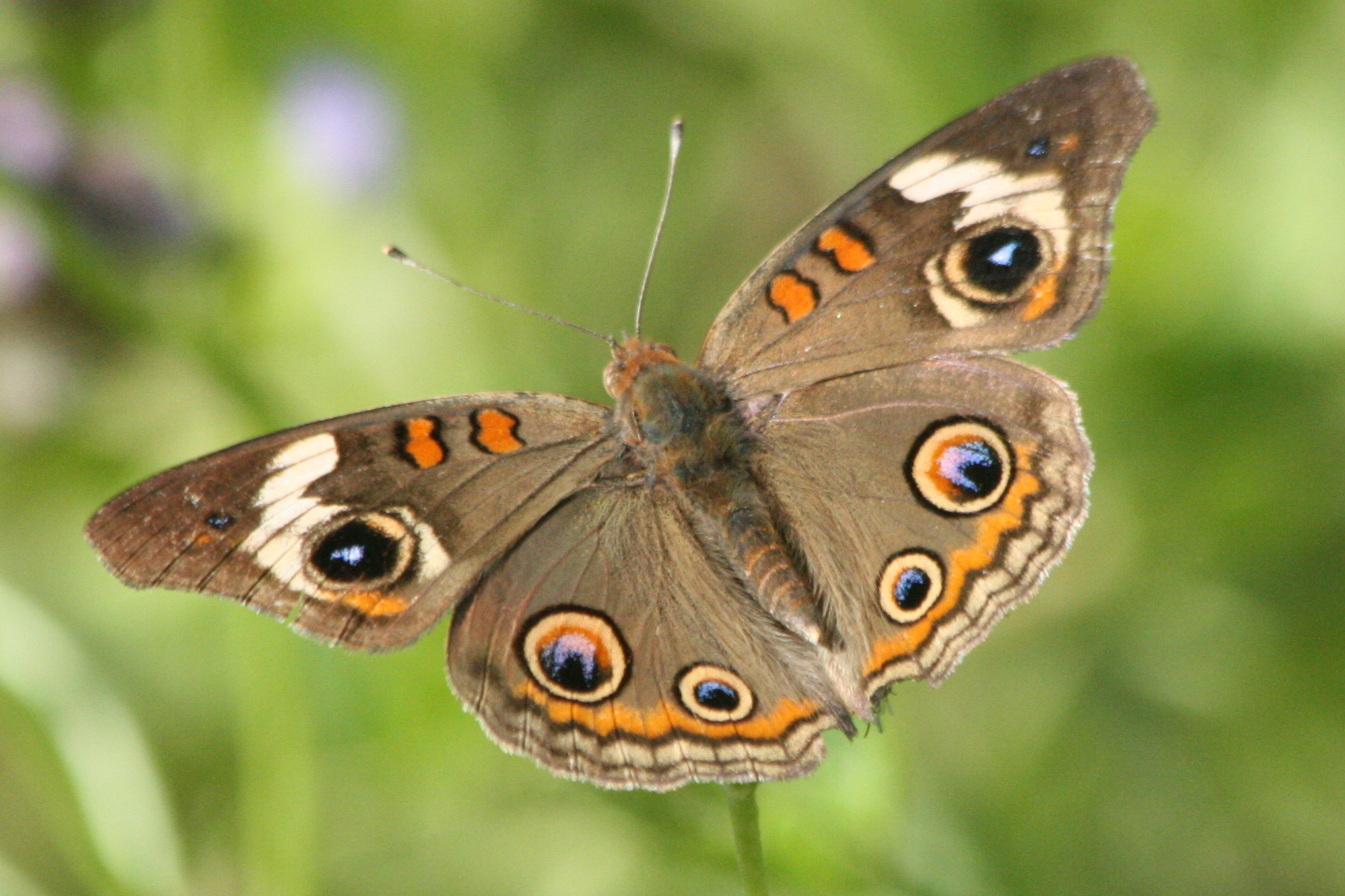
Junonia coenia
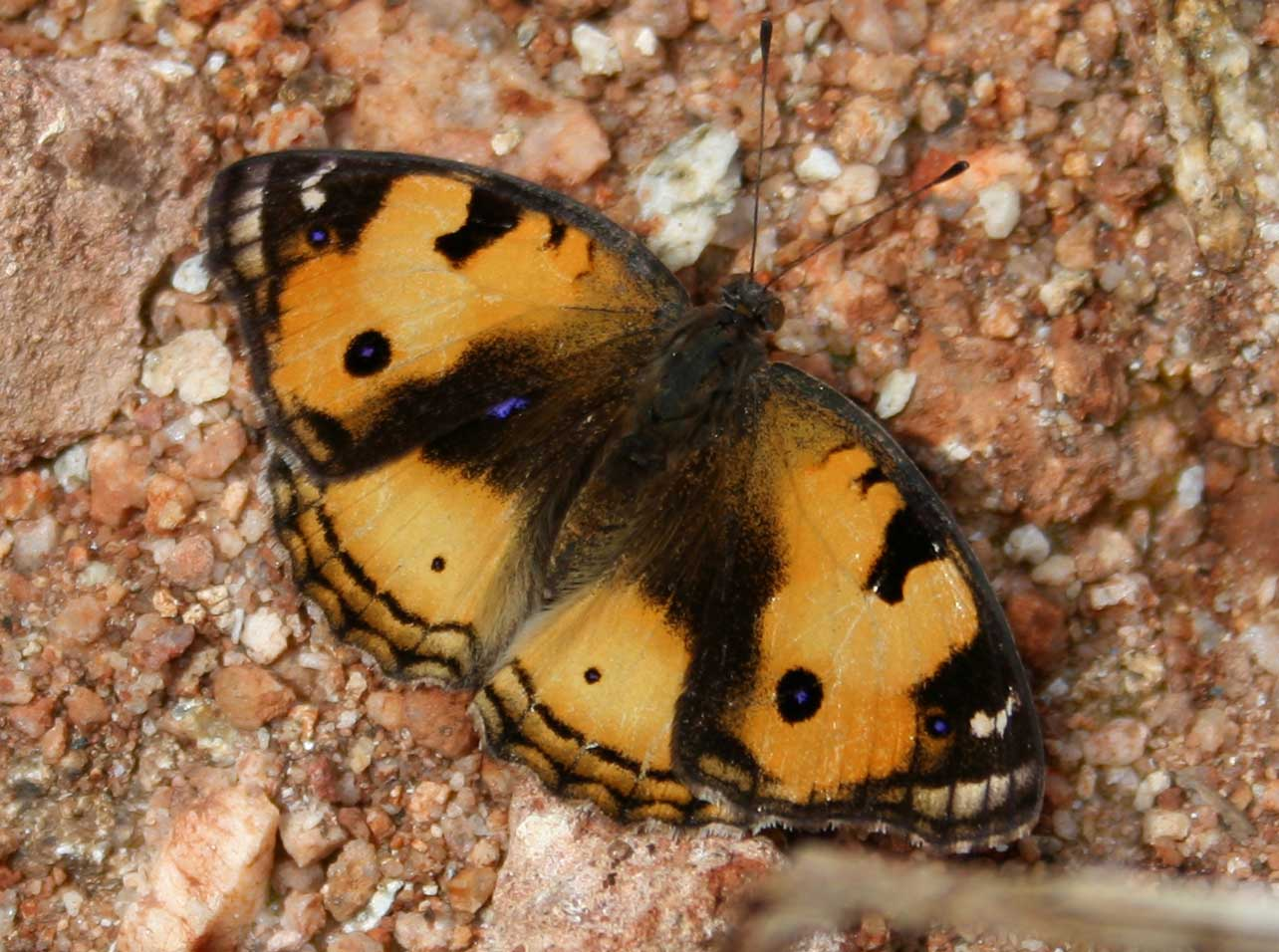
Junonia hierta
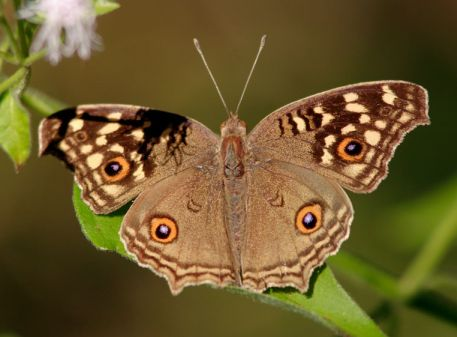
Junonia lemonias
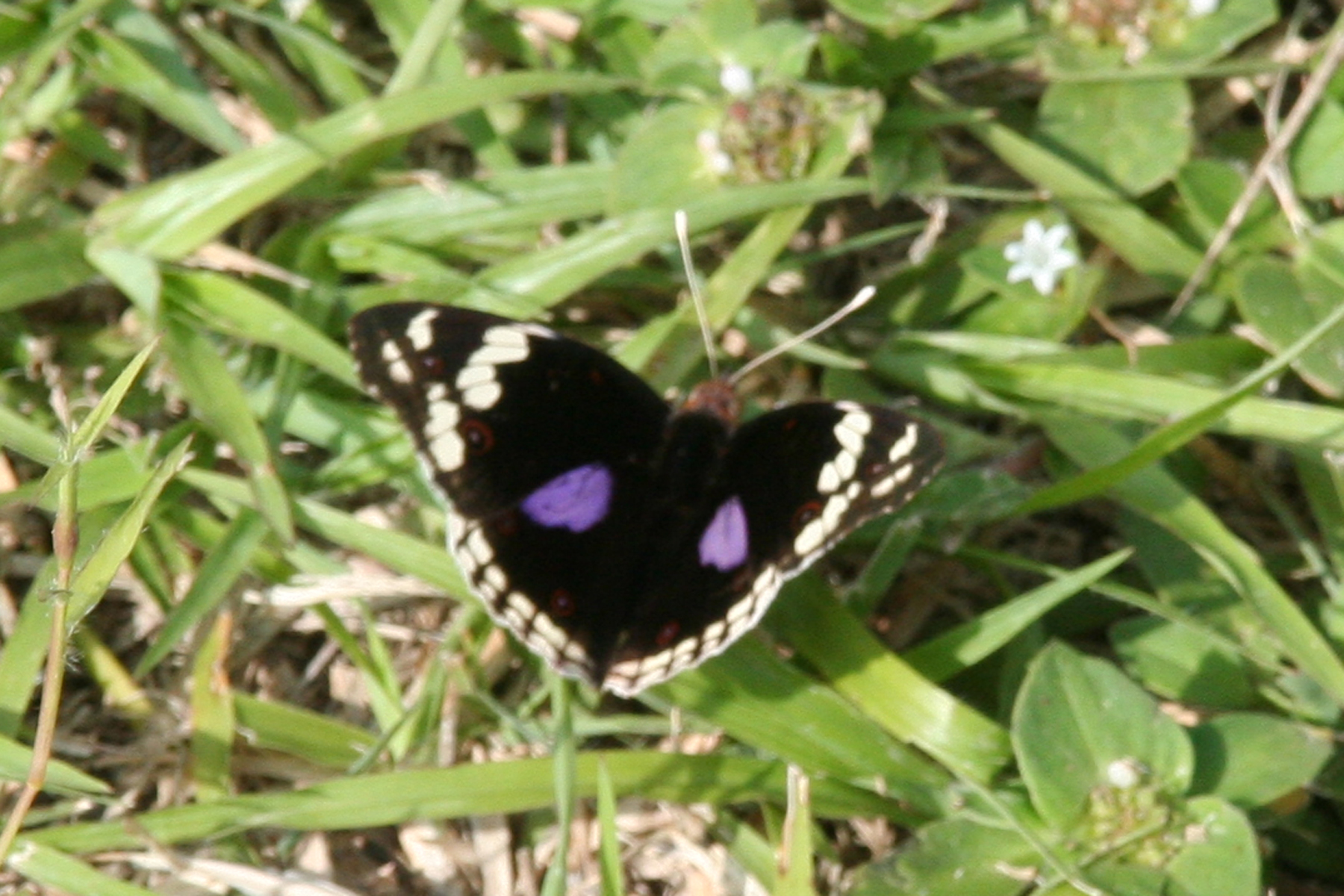
Junonia oenone
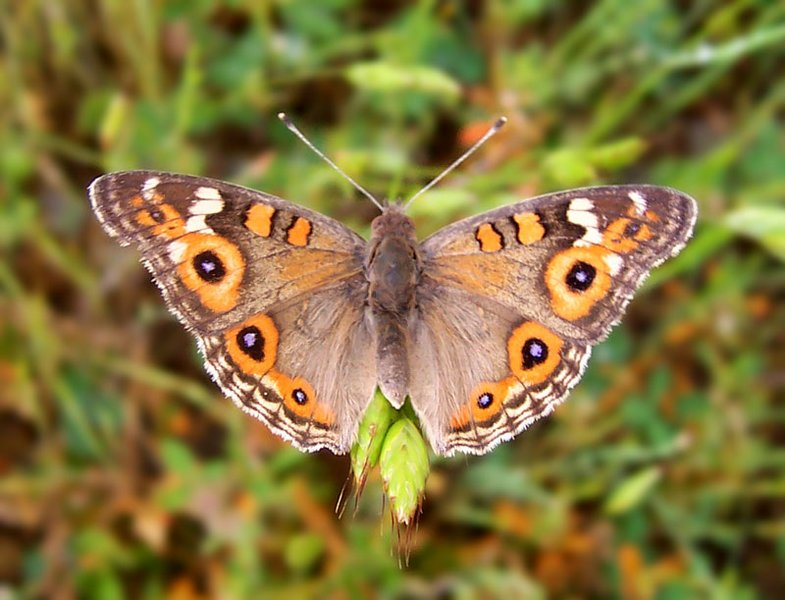
Junonia villida
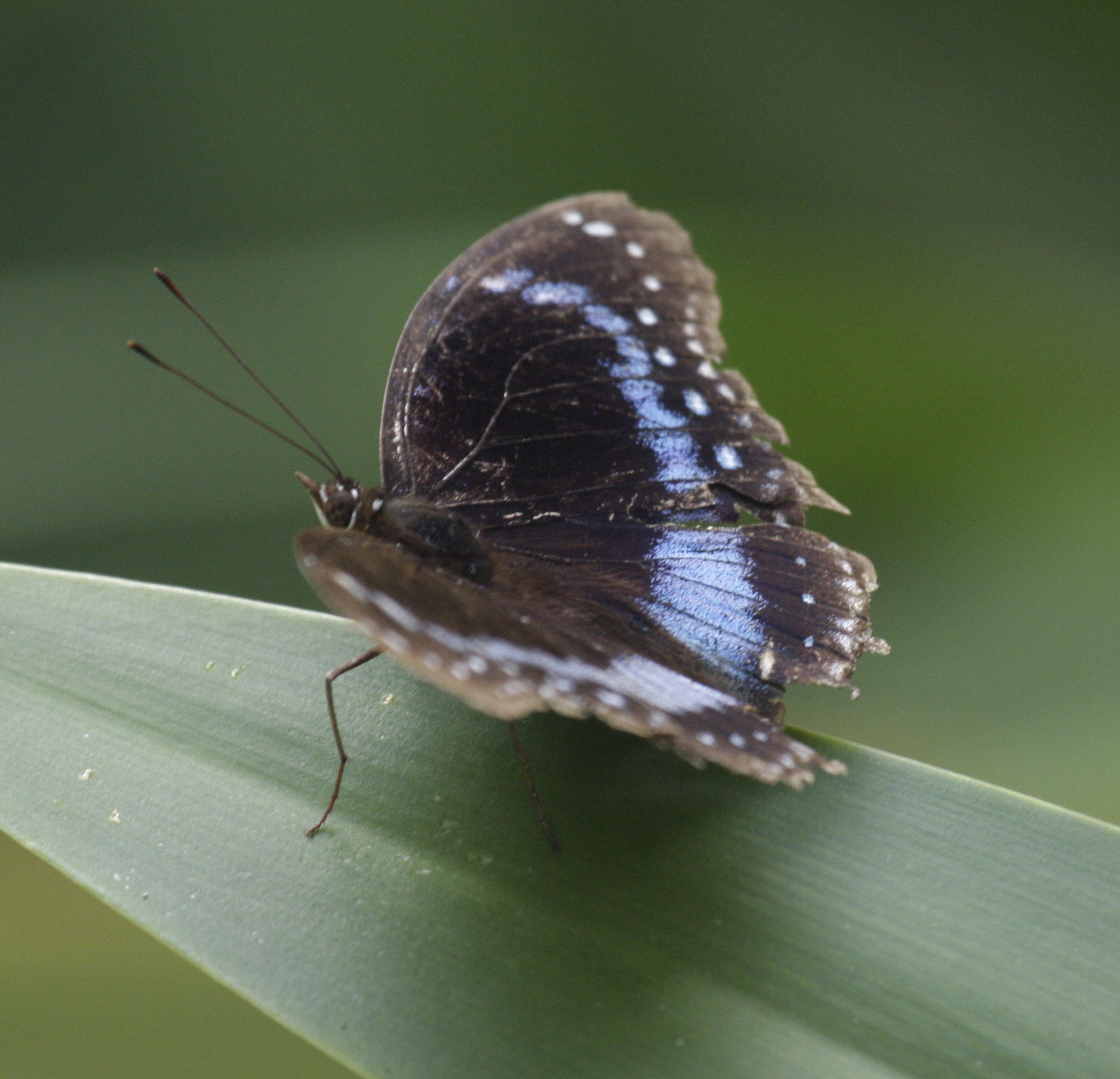
Hypolimnas alimena
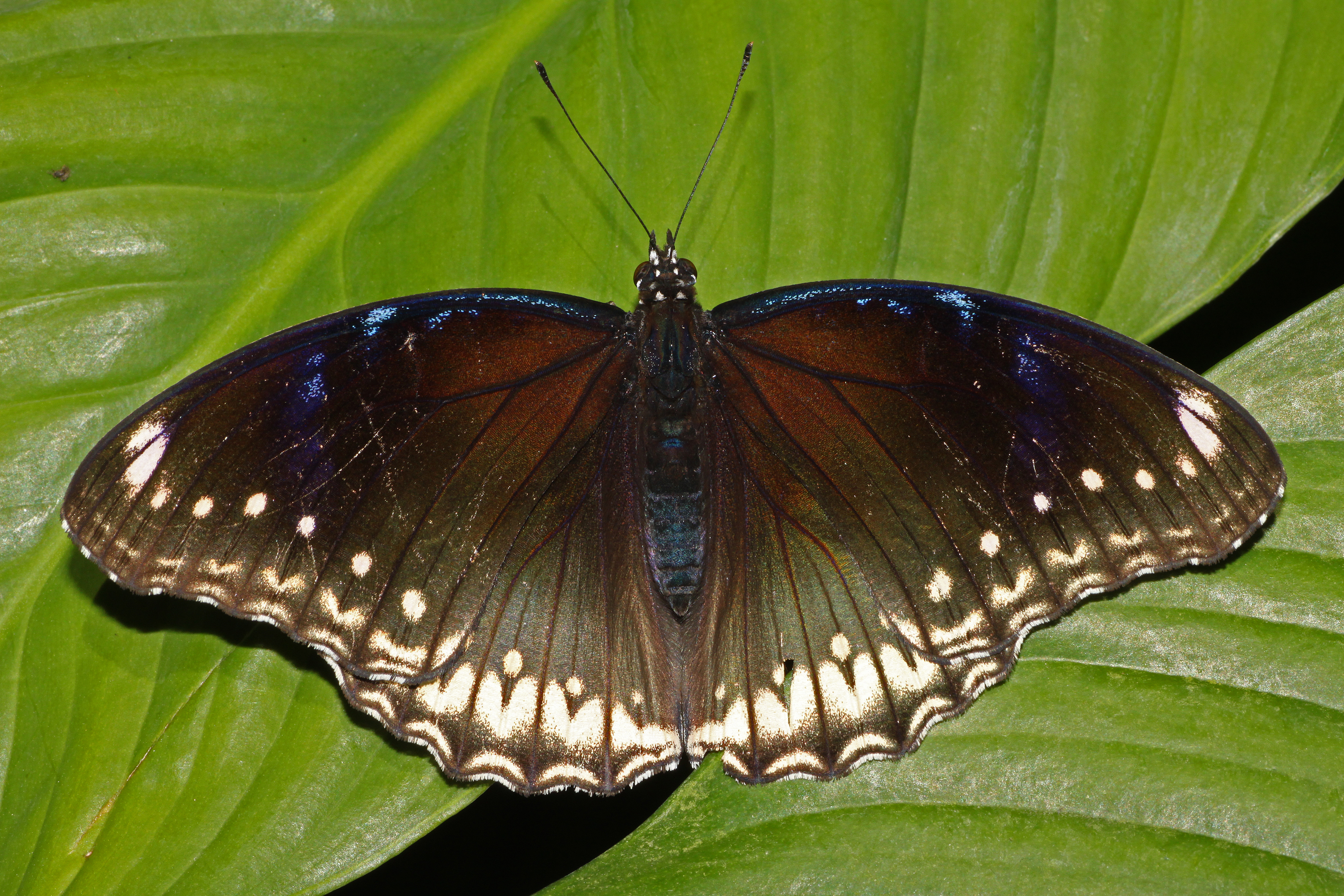
Hypolimnas bolina
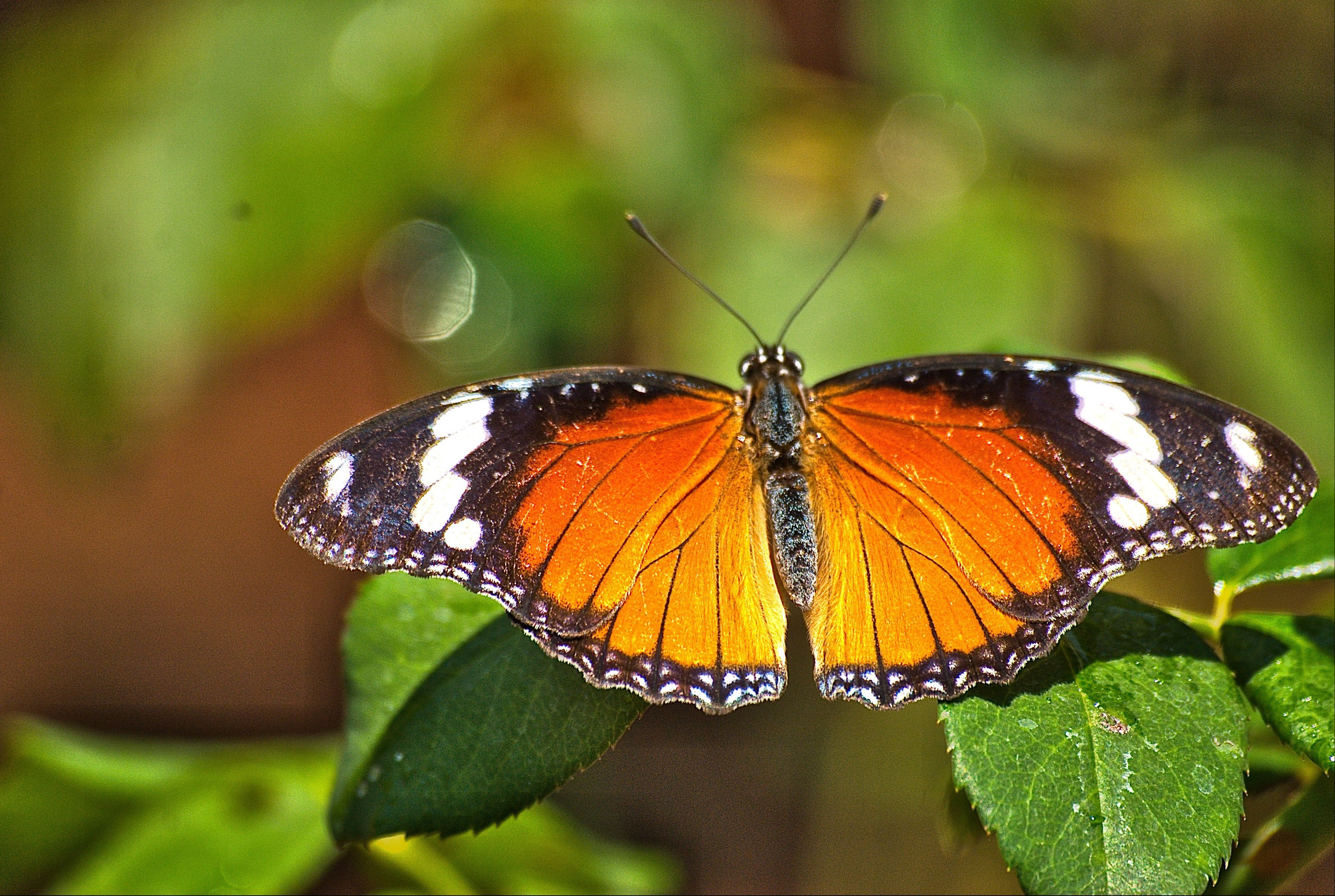
Hypolimnas misippus ♀
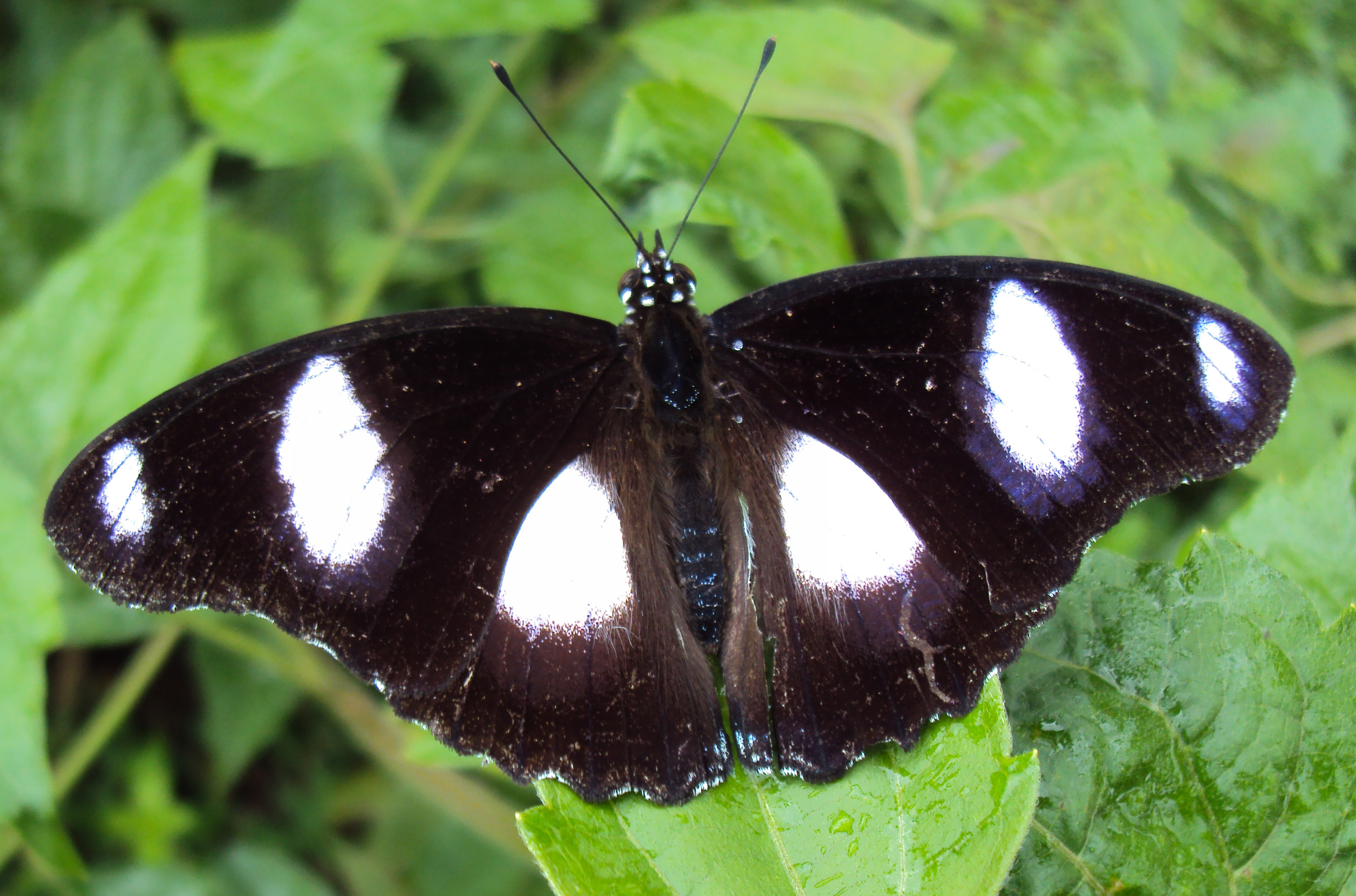
Hypolimnas misippus ♂
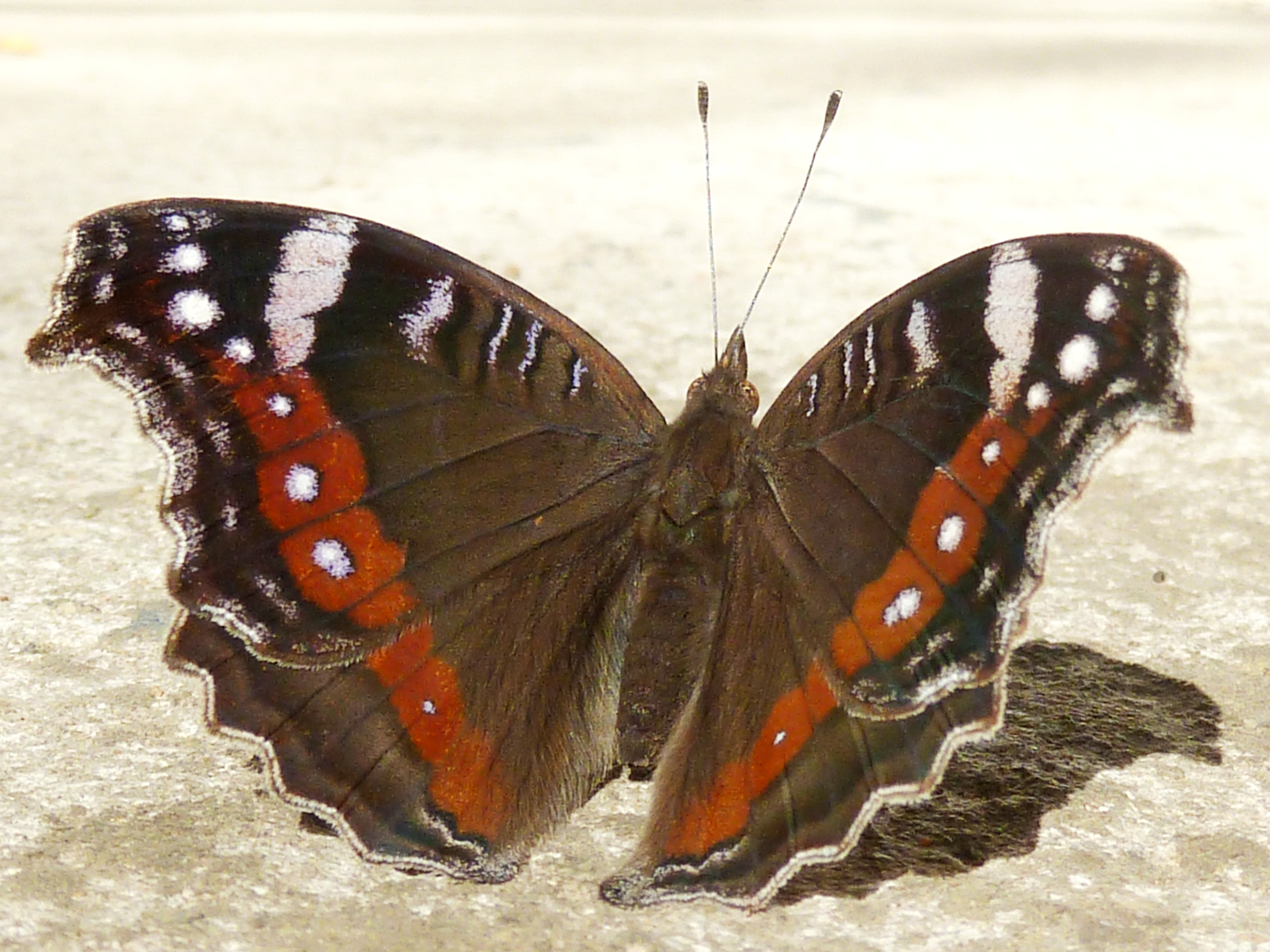
Precis archesia
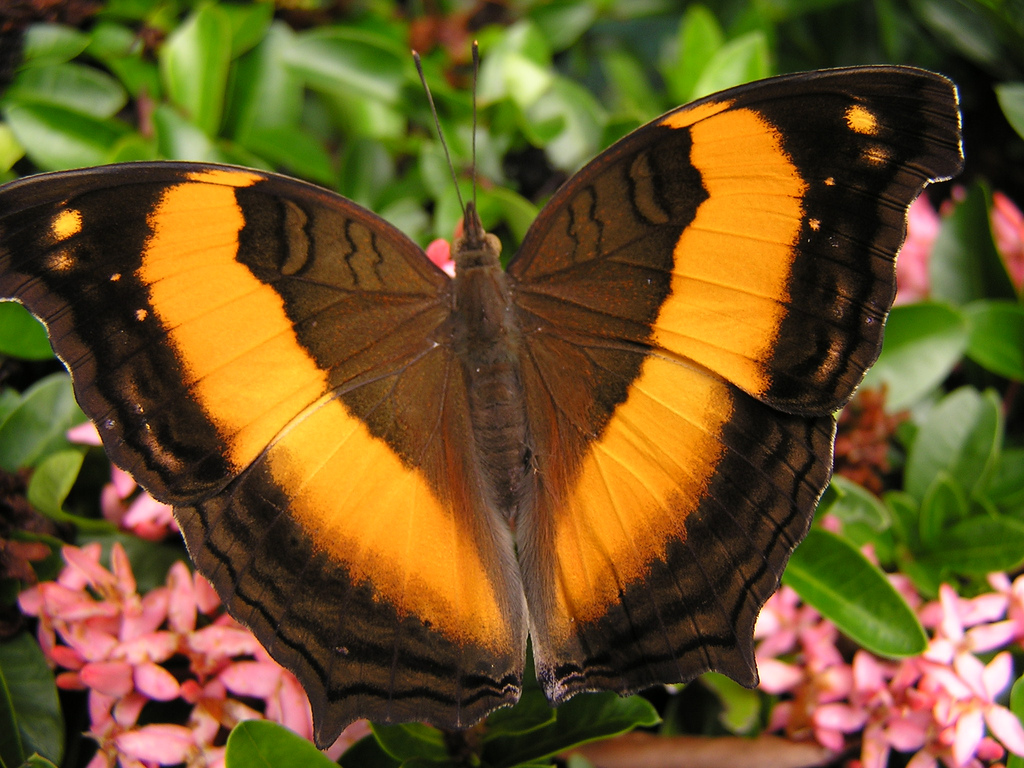
Yoma sabina

### KalliminiDoherty,1886
- Kallima Doubleday, 1849
  - = Callima Herrich-Schäffer, 1858 non Callima Clemens, 1860 (Oecophoridae)
- Catacroptera Karsch, 1894
- Doleschallia C. & R. Felder, 1860
  - = Apatura Hübner, 1819 non Apatura Fabricius, 1807 (Apaturinae)
- Mallika Collins & Larsen, 1991

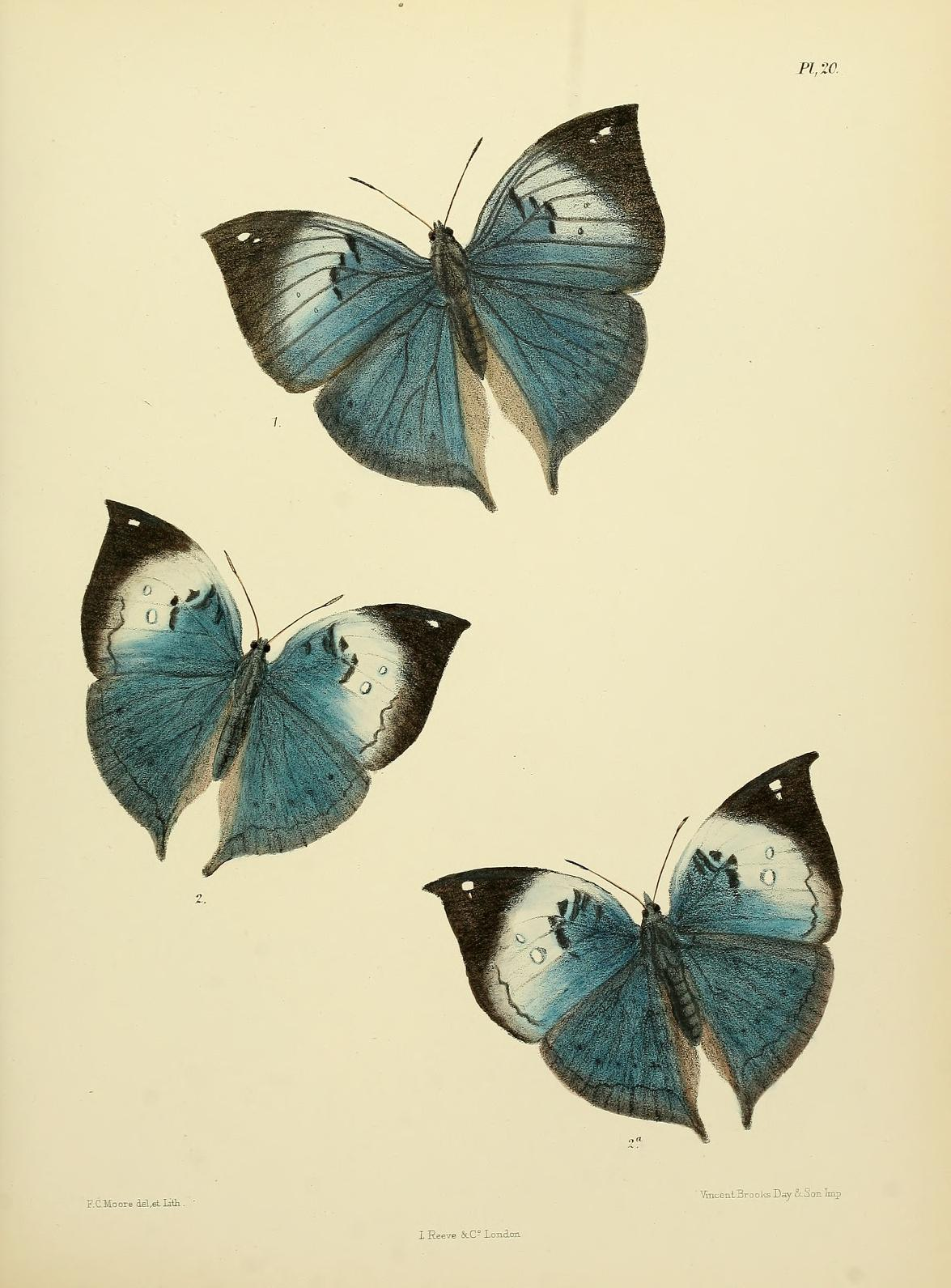
Kallima horsfieldii
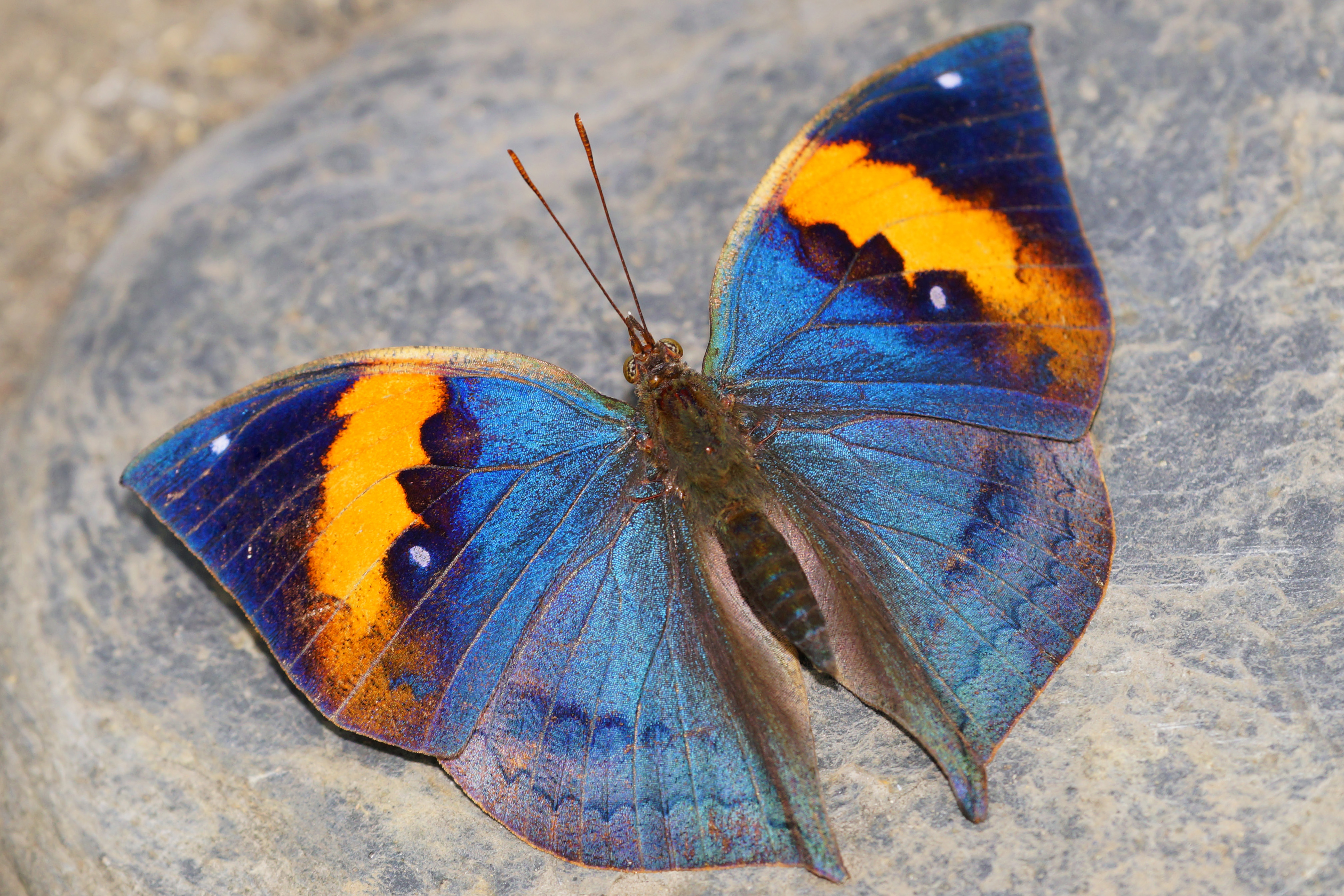
Kallima inachus
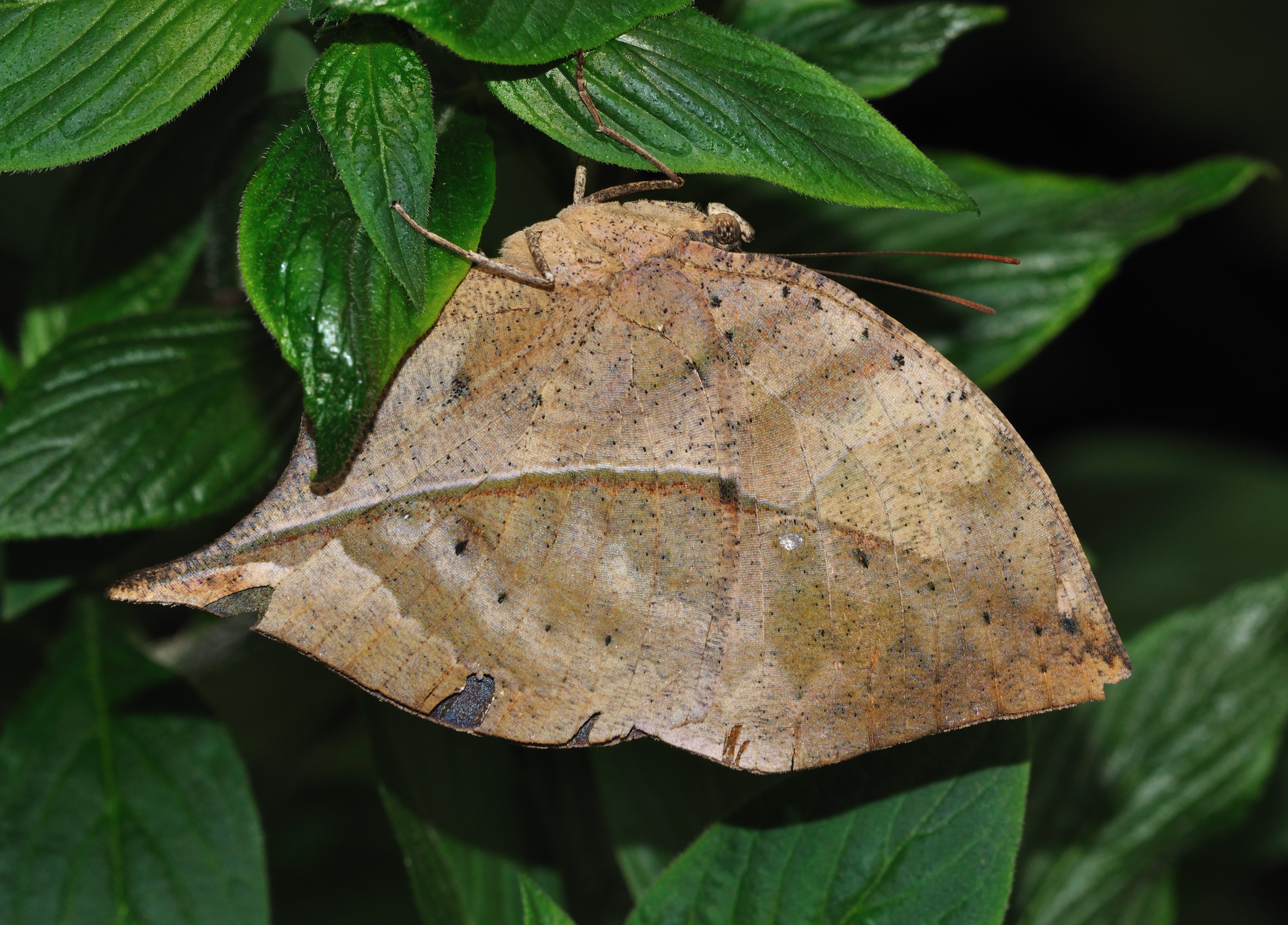
Kallima inachus aapt een dood blad na
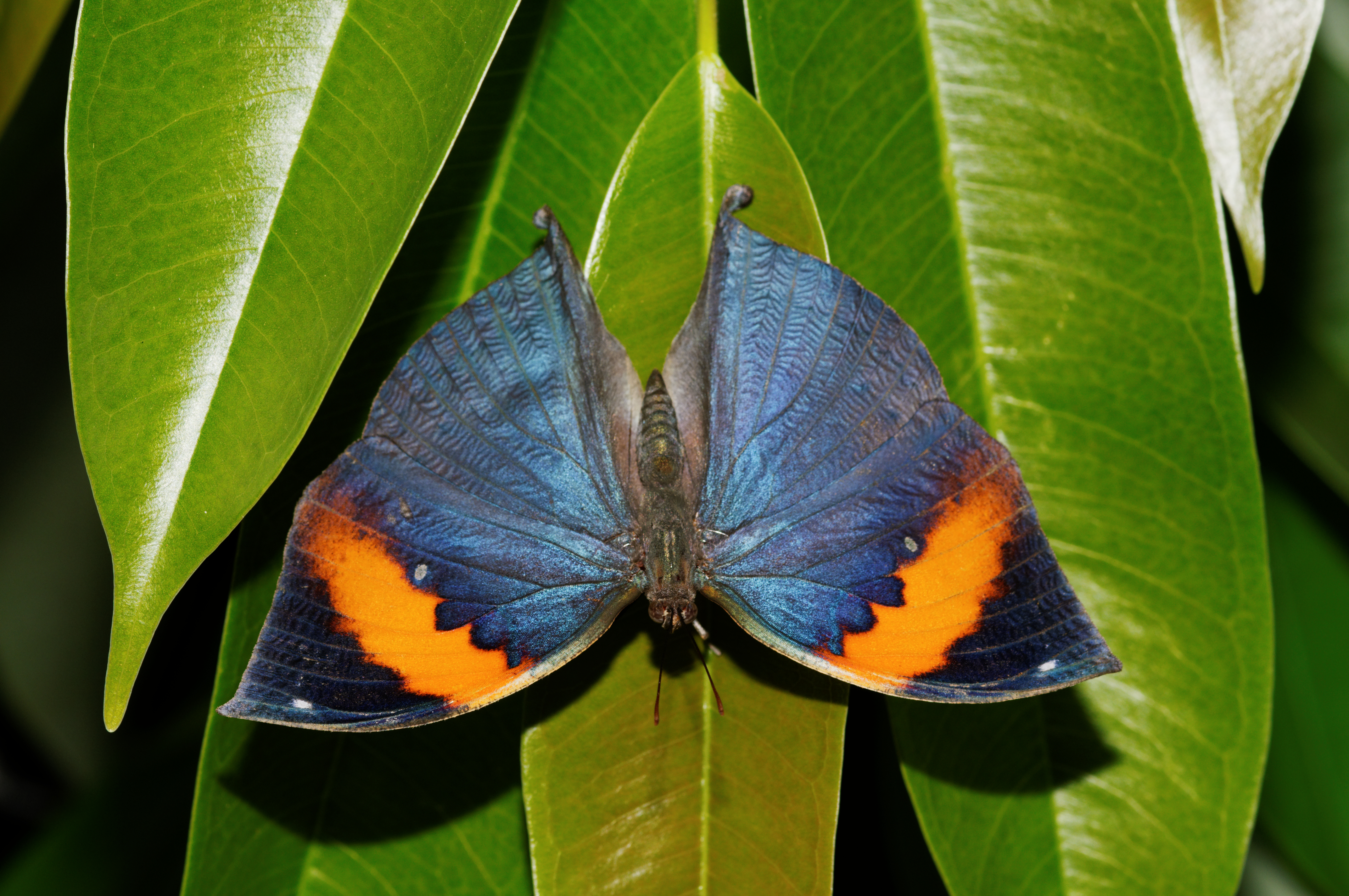
Kallima paralekta
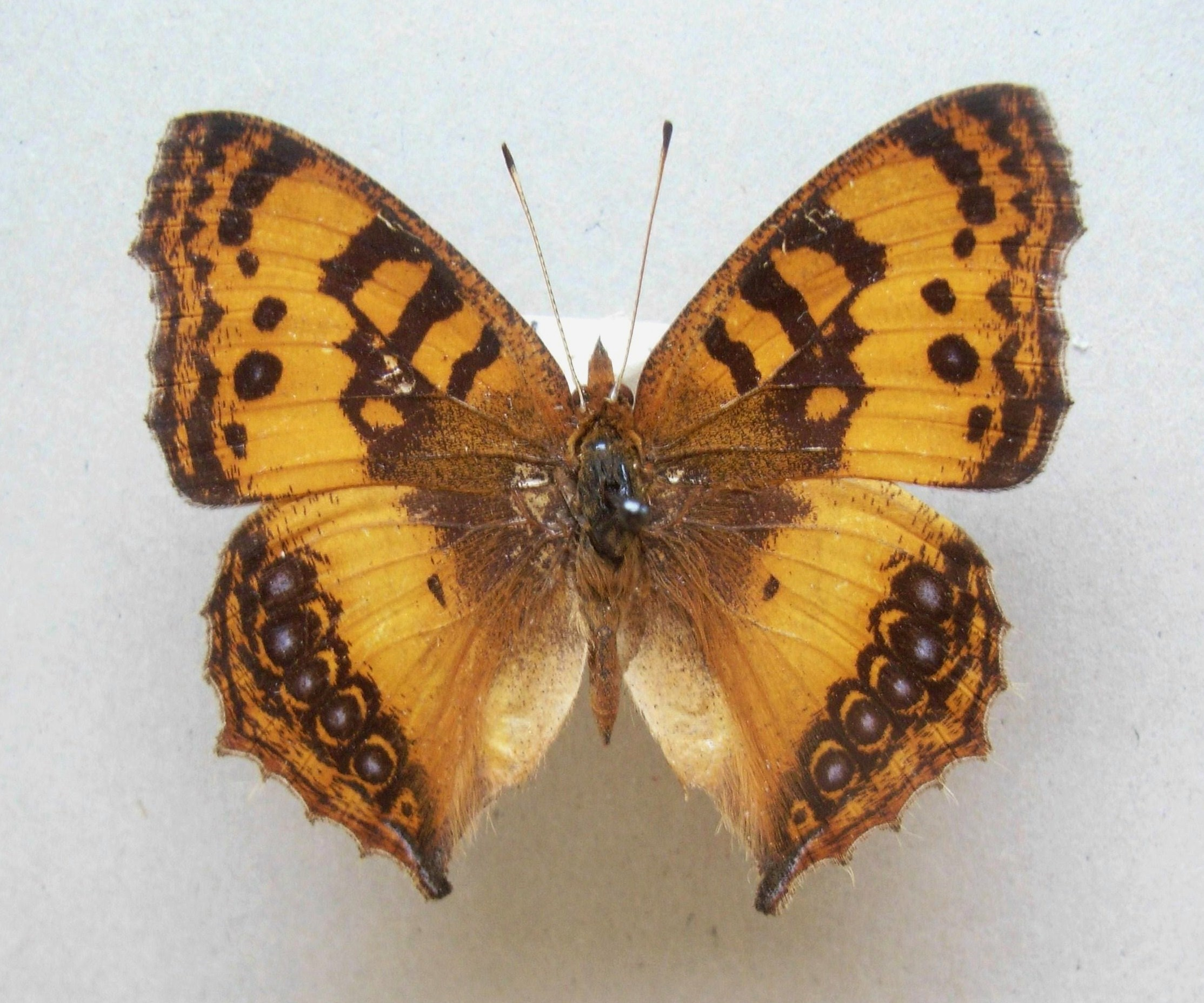
Catacroptera cloanthe
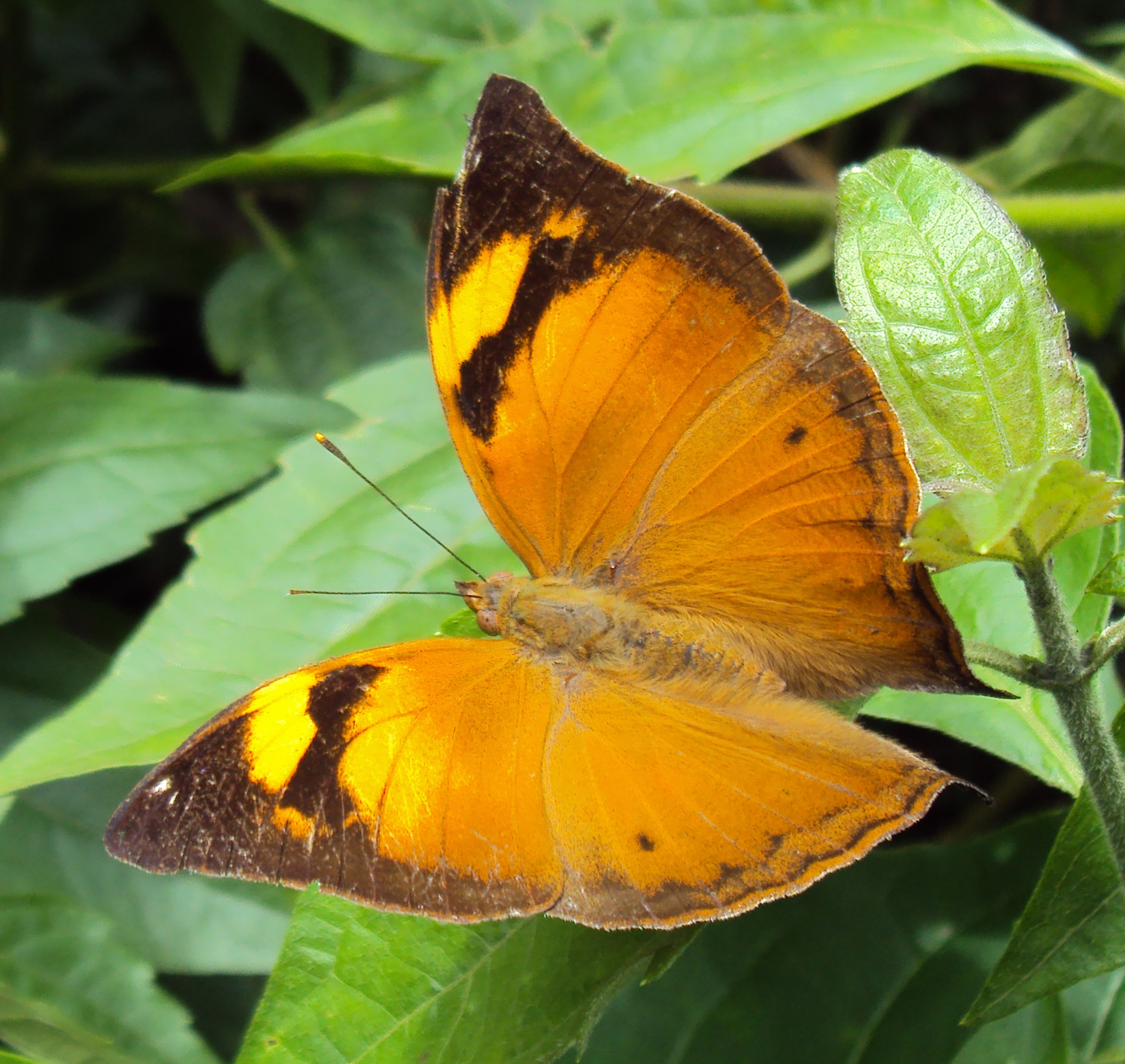
Doleschallia bisaltide

### VictorininiScudder,1893
- Siproeta Hübner, 1823
  - = Victorina Blanchard, 1840
  - = Amphirene Doubleday, 1844
  - = Amphirene Boisduval, 1870 non Amphirene Doubleday, 1844
  - = Aphnaea Capronnier, 1881
- Anartia Hübner, 1819
  - = Celaena Doubleday, 1849 non Celaena Stephens, 1829 (Noctuidae)
  - = Celoena Boisduval, 1870
  - = Anartiella Fruhstorfer, 1907
- Metamorpha Hübner, 1819
- Napeocles Bates, 1864

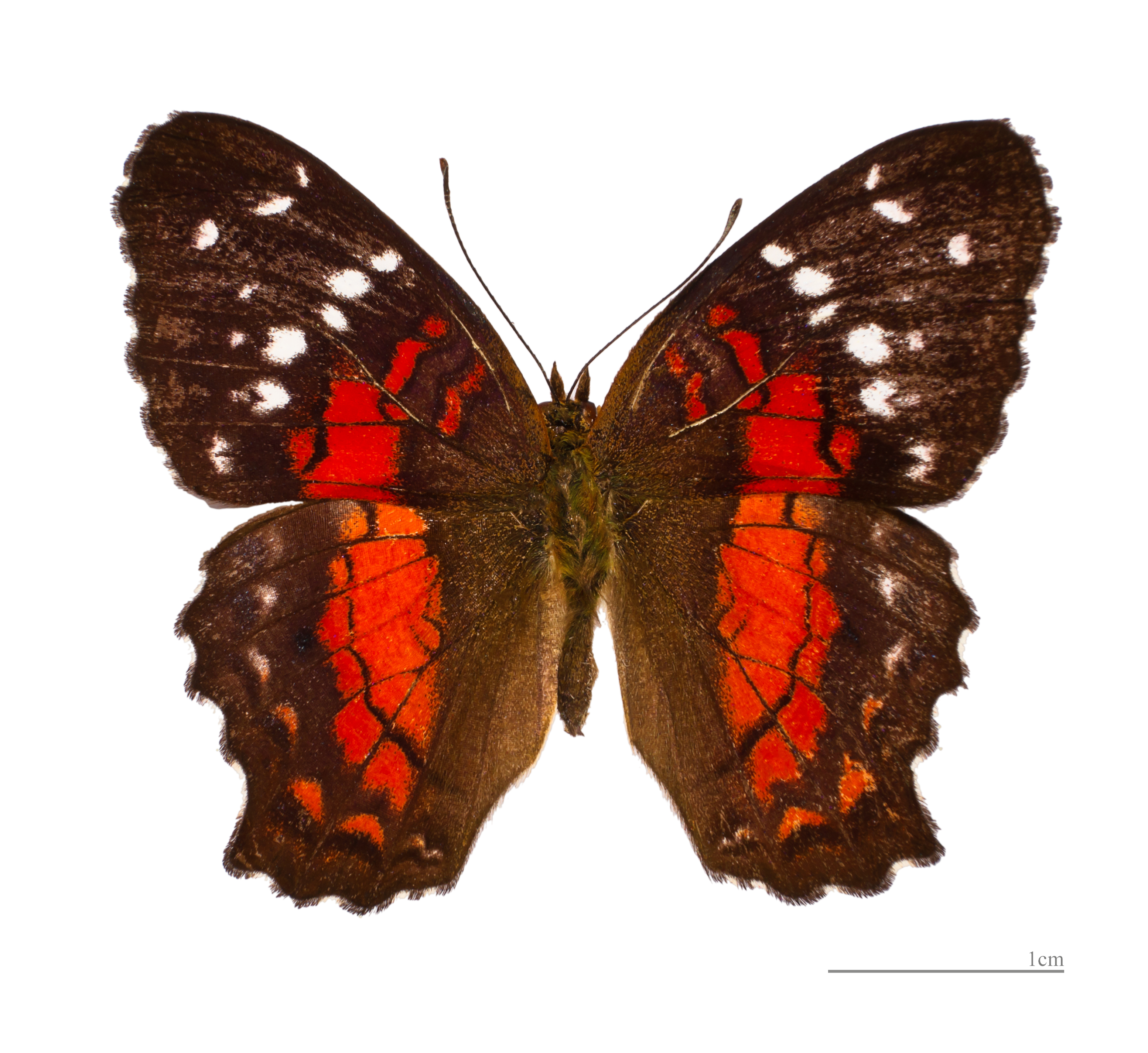
Anartia amathea
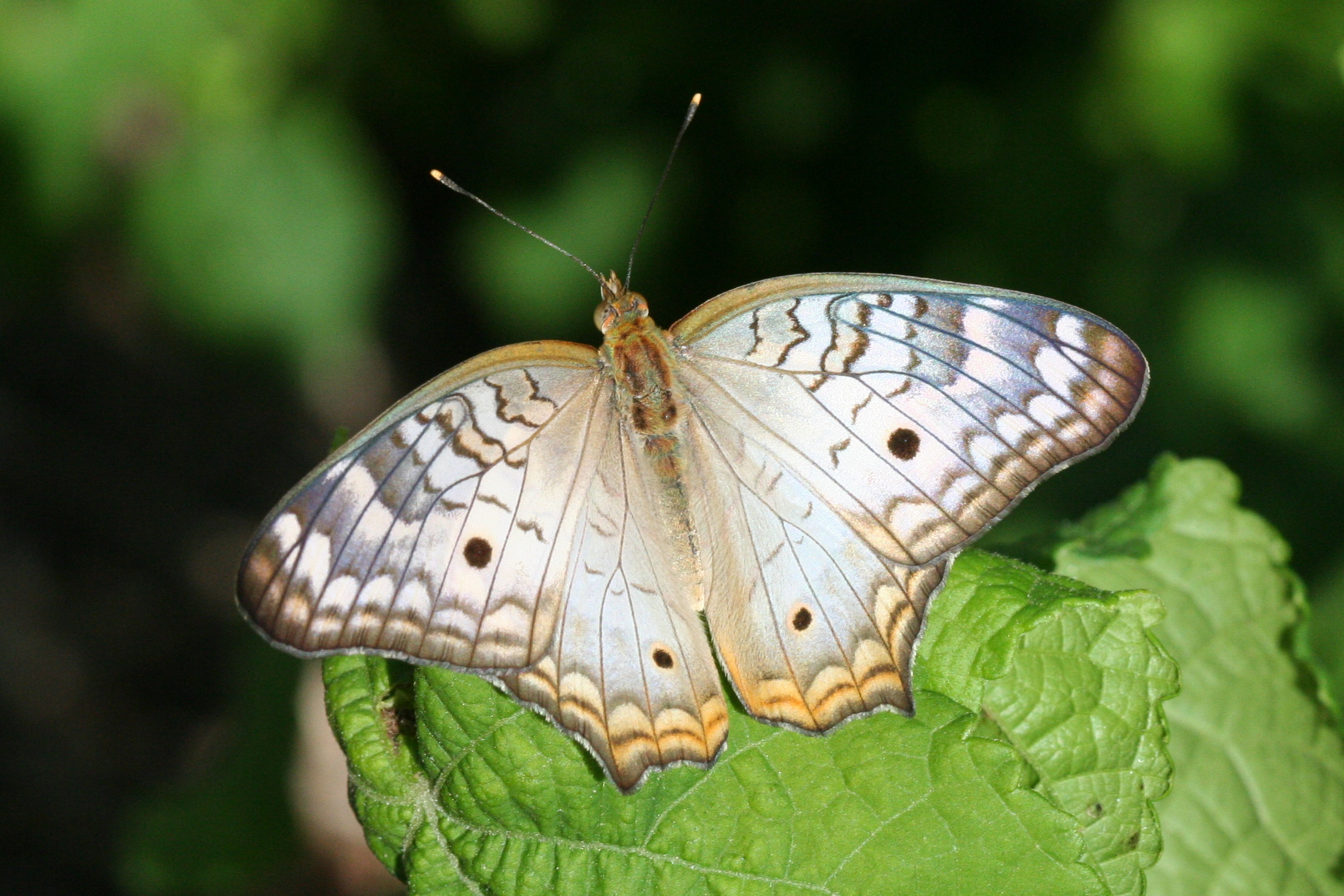
Anartia jatrophae
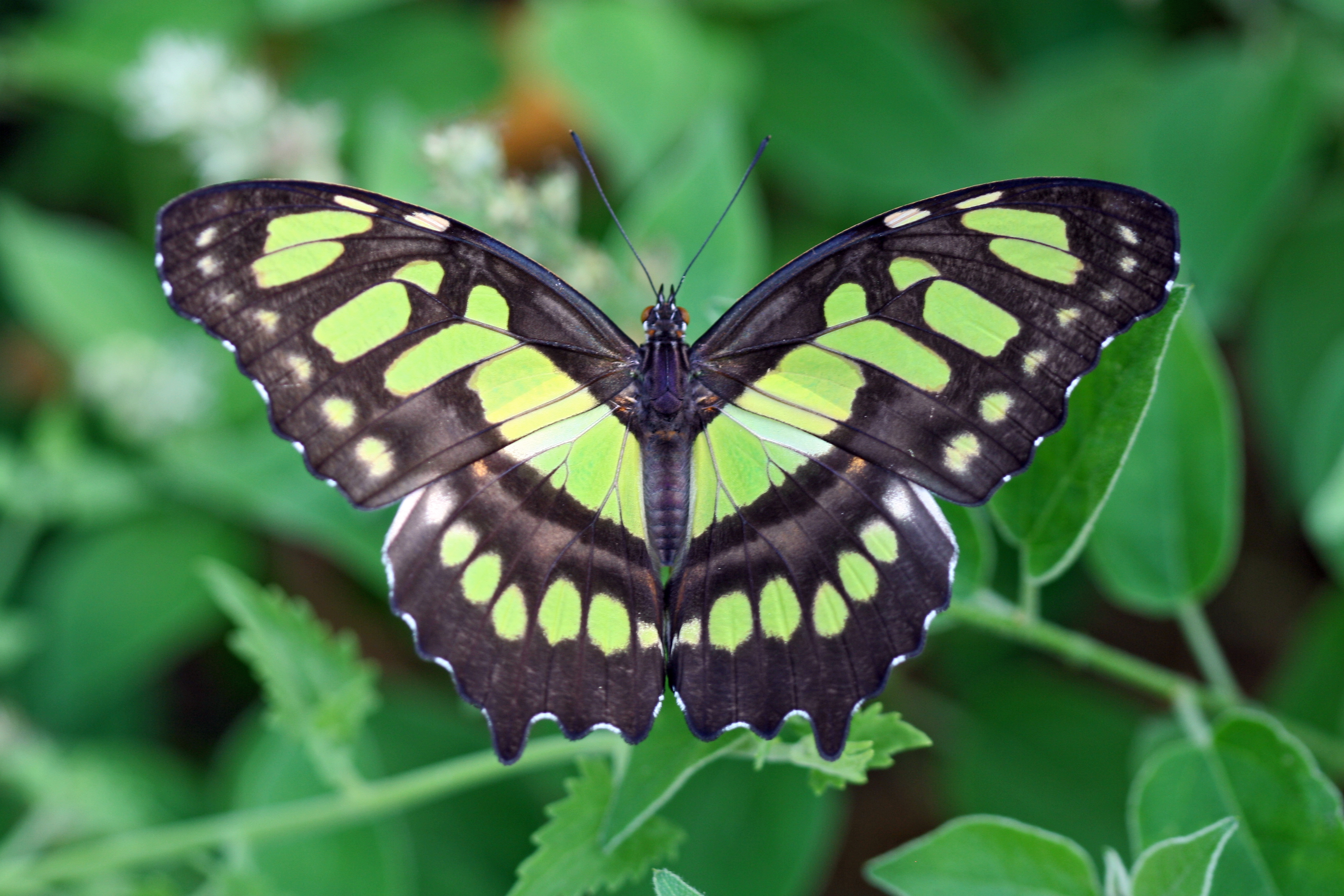
Siproeta stelenes Malachietvlinder
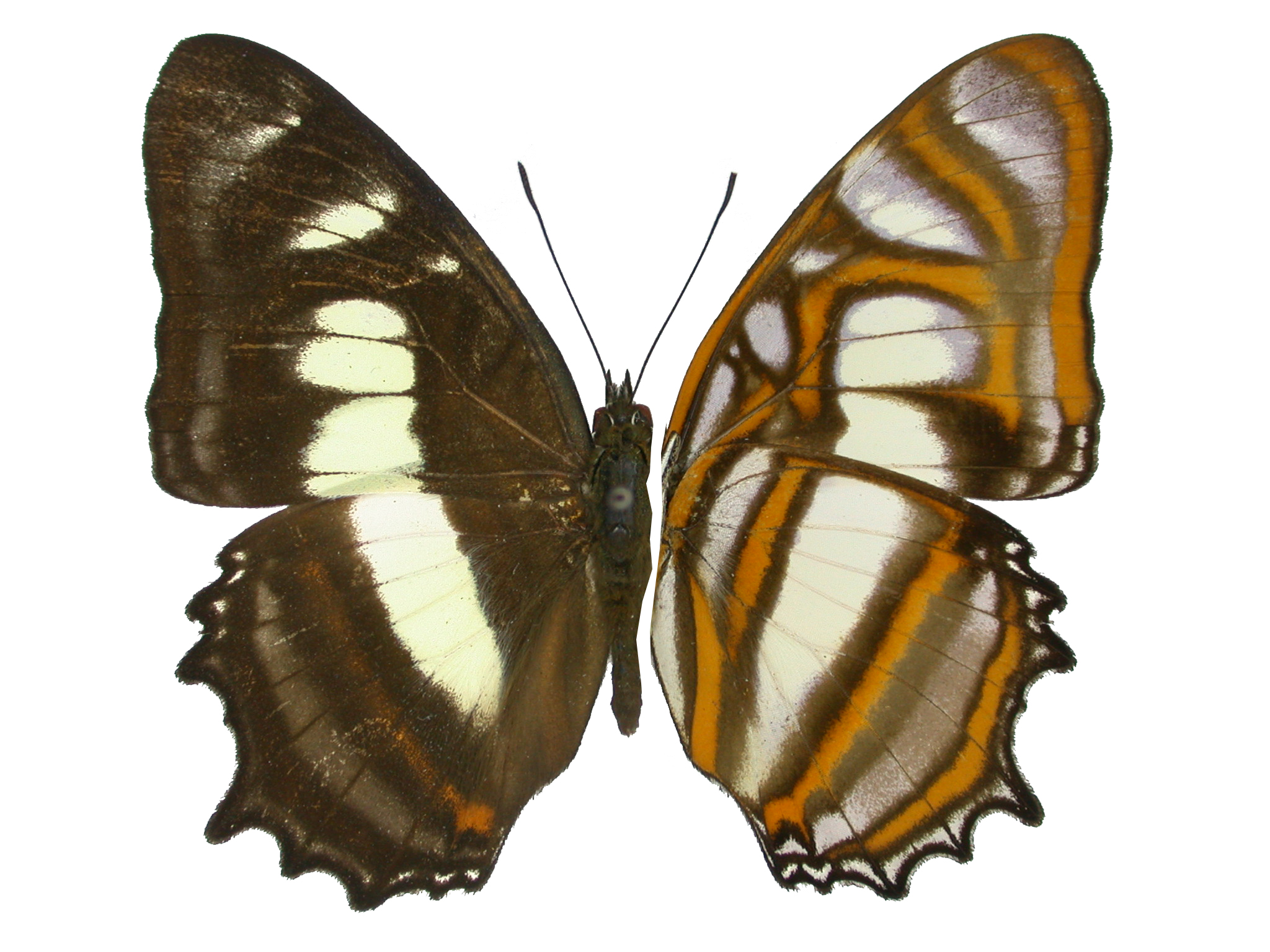
Metamorpha elissa

### MelitaeiniNewman,1870
- Melitaeina
  - Melitaea Fabricius, 1807
    - = Schoenis Hübner, 1819
    - = Cinclidia Hübner, 1819
    - = Melinaea Sodoffsky, 1837 non Melinaea Hübner, 1816 (Danainae), overbodig nomen novum voor Melitaea Fabricius, 1807
    - = Didymaeformia Verity, 1950

  - Mellicta Billberg, 1820
    - = Athaliaeformia Verity, 1950
- Euphydryina Higgins, 1978
  - Euphydryas Scudder, 1872
    - = Lemonias Hübner, 1806 (suppr.) non Lemonias Hübner, 1807 (Riodinidae)
    - = Occidryas Higgins, 1978
    - = Hypodryas Higgins, 1978
    - = Eurodryas Higgins, 1978
- Chlosynina
  - Chlosyne Butler, 1870
    - = Morpheis Geyer, 1833 non Morpheis Hübner, 1820 (Cossidae)
    - = Synchloe Doubleday, 1844 non Synchloe Hübner, 1818 (Pieridae)
    - = Coatlantona Kirby, 1871 nomen novum voor Synchloe Doubleday, 1844
    - = Anemeca Kirby, 1871 nomen novum voor Morpheis Geyer, 1833
    - = Charidryas Scudder, 1872
    - = Limnaecia Scudder, 1872 non Limnaecia Stainton, 1851 (Cosmopterigidae)
    - = Thessalia Scudder, 1875

  - Antillea Higgins, 1959
  - Atlantea Higgins, 1959
  - Dymasia Higgins, 1960
  - Higginsius Hemming, 1964
    - = Fulvia Higgins, 1959 non Fulvia Gray, 1853 (Bivalvia)

  - Microtia Bates, 1864
  - Poladryas Bauer, 1975
  - Texola Higgins, 1959
- Gnathotrichina
  - Gnathotriche C. & R. Felder, 1862
    - = Gnathotrusia Higgins, 1981
- Phyciodina
  - Phyciodes Hübner, 1819
  - Anthanassa Scudder, 1875
    - = Tritanassa Forbes, 1945

  - Castilia Higgins, 1981
  - Dagon Higgins, 1981
  - Eresia Boisduval, 1836
    - = Neptis Illiger, 1807 (suppr.) non Neptis Fabricius, 1807 (Limenitidinae)

  - Janatella Higgins, 1981
  - Mazia Higgins, 1981
  - Ortilia Higgins, 1981
  - Phystis Higgins, 1981
  - Tegosa Higgins, 1981
  - Telenassa Higgins, 1981
  - Tisona Higgins, 1981
    - = Tisonia Higgins, 1891

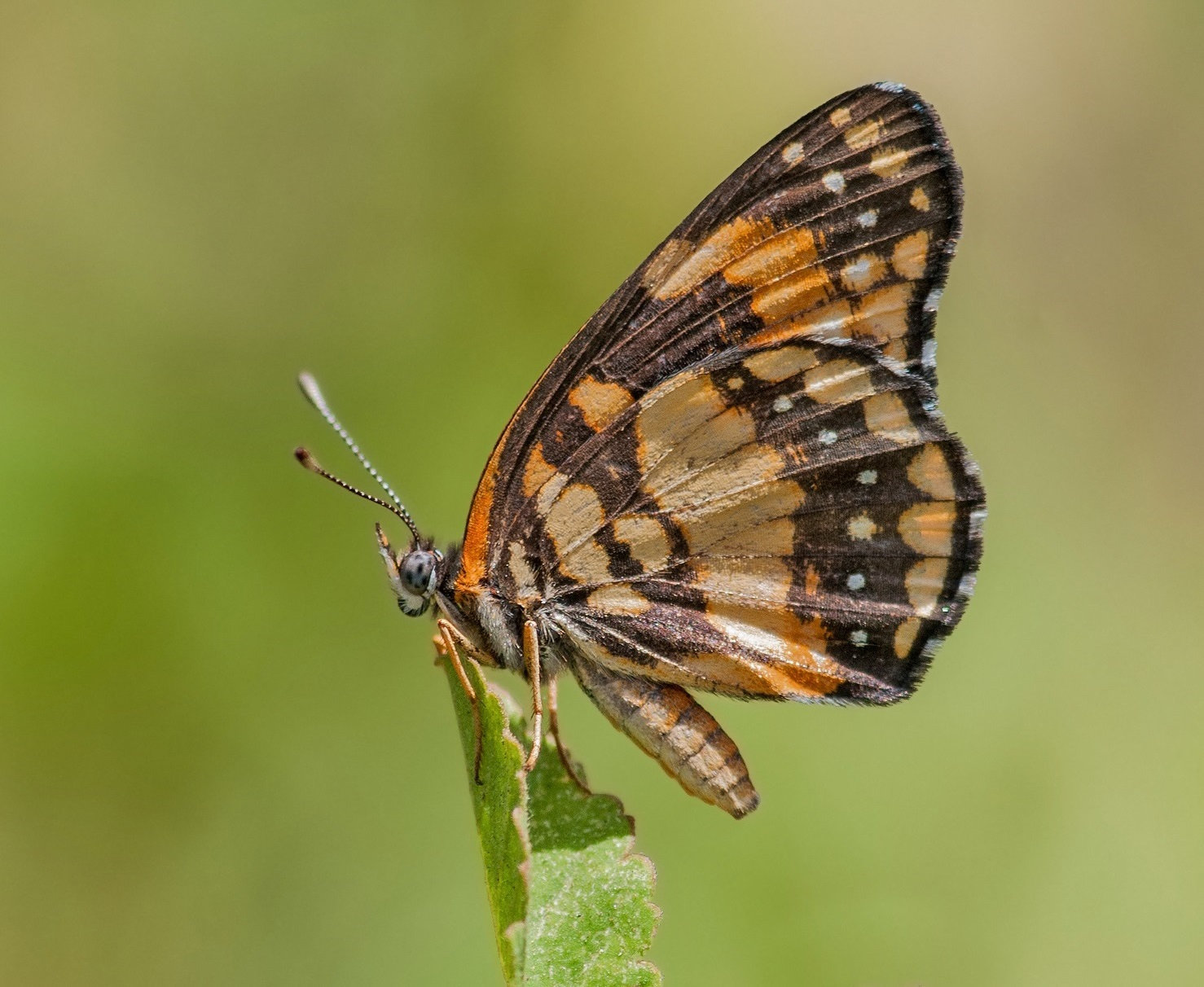
Chlosyne lacinia
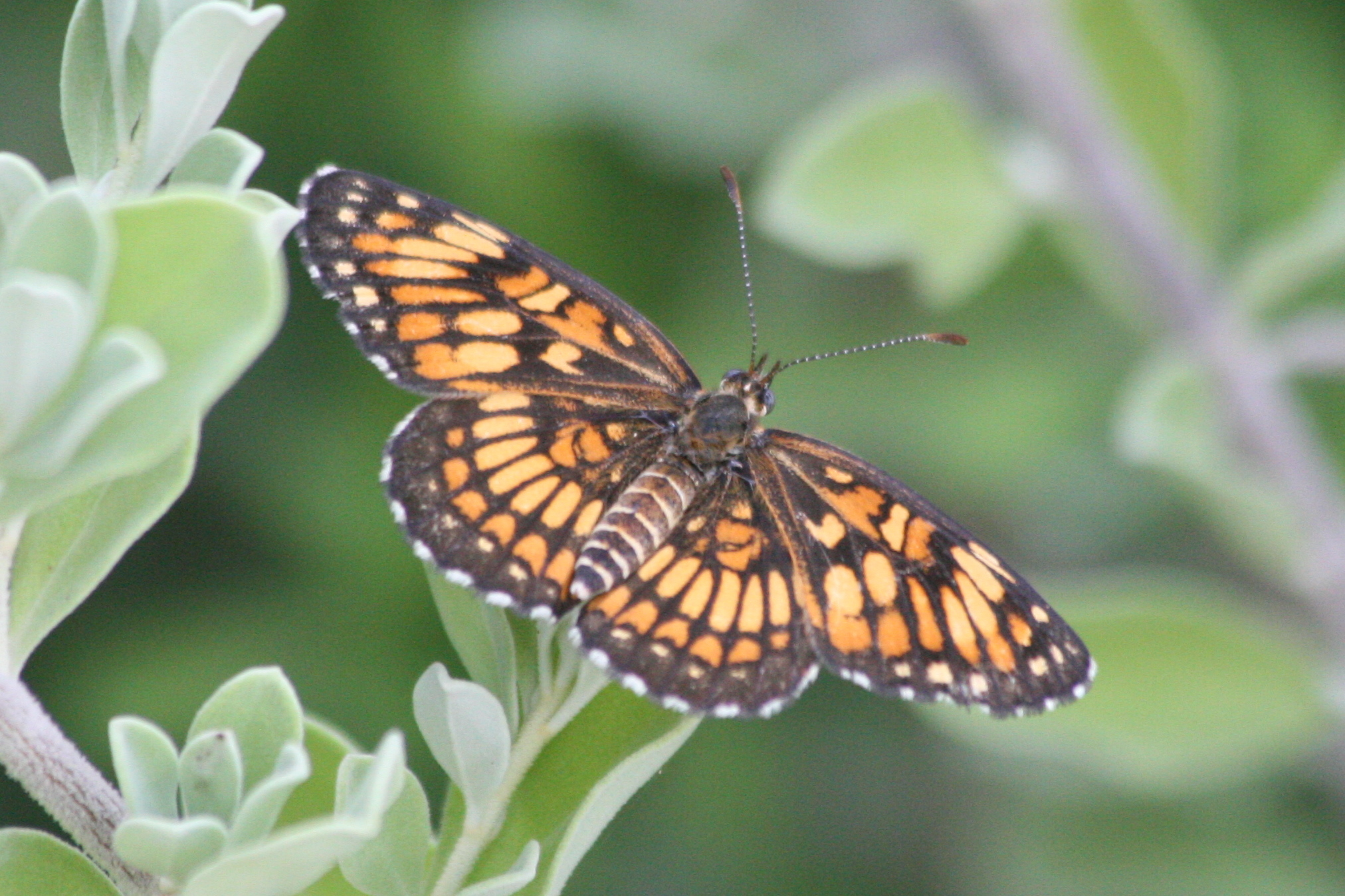
Chlosyne theona
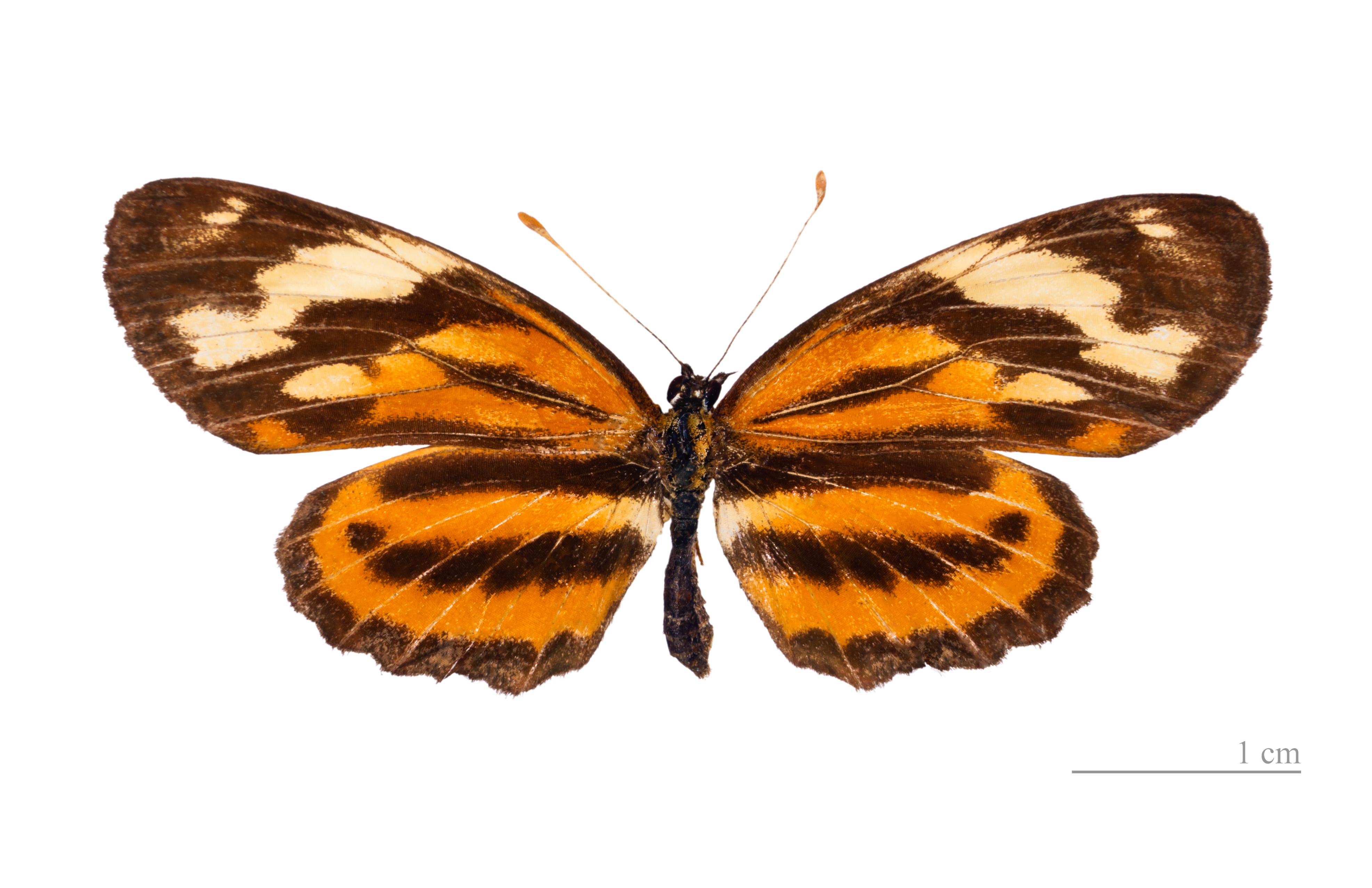
Eresia eunice
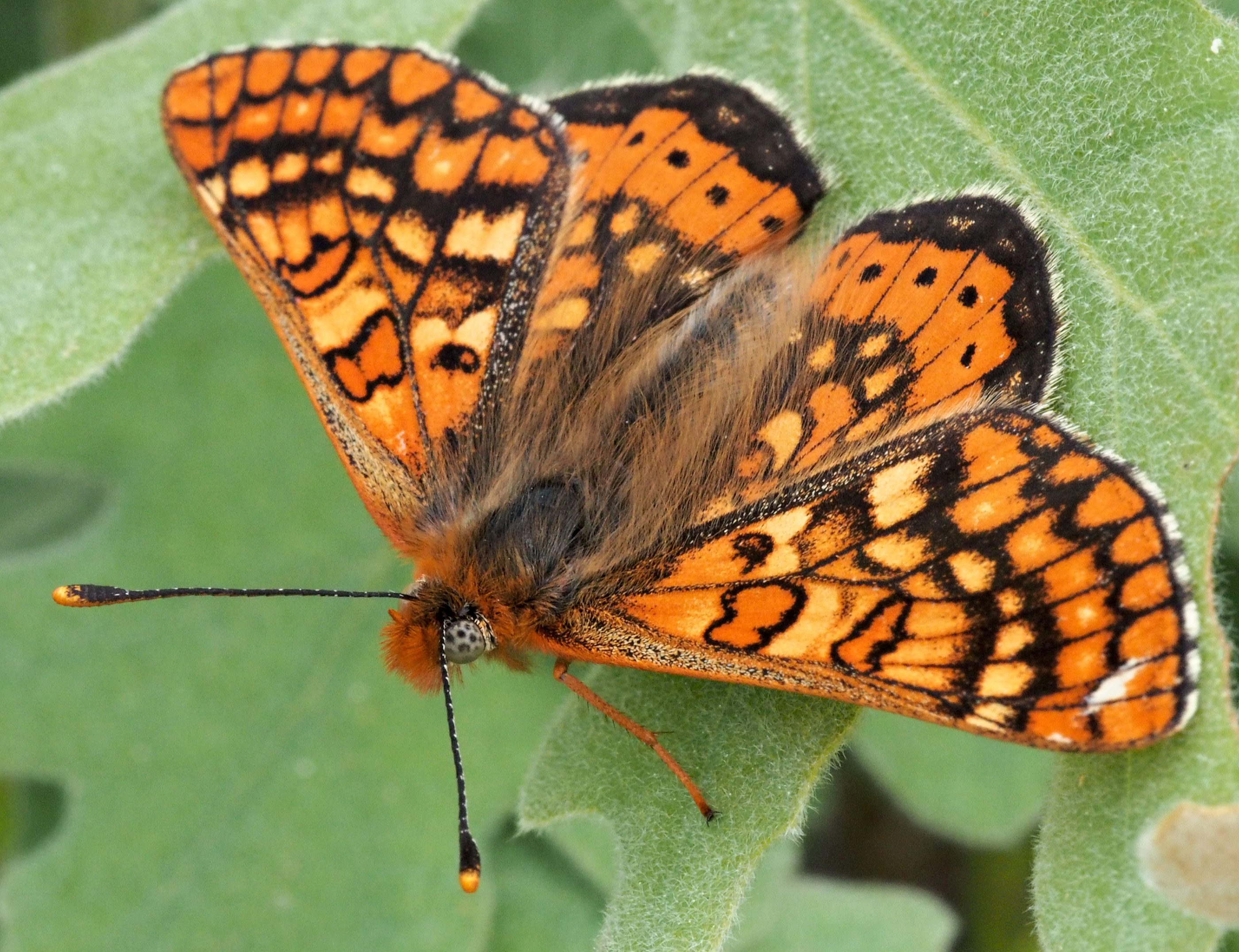
Euphydryas aurinia Moerasparelmoervlinder
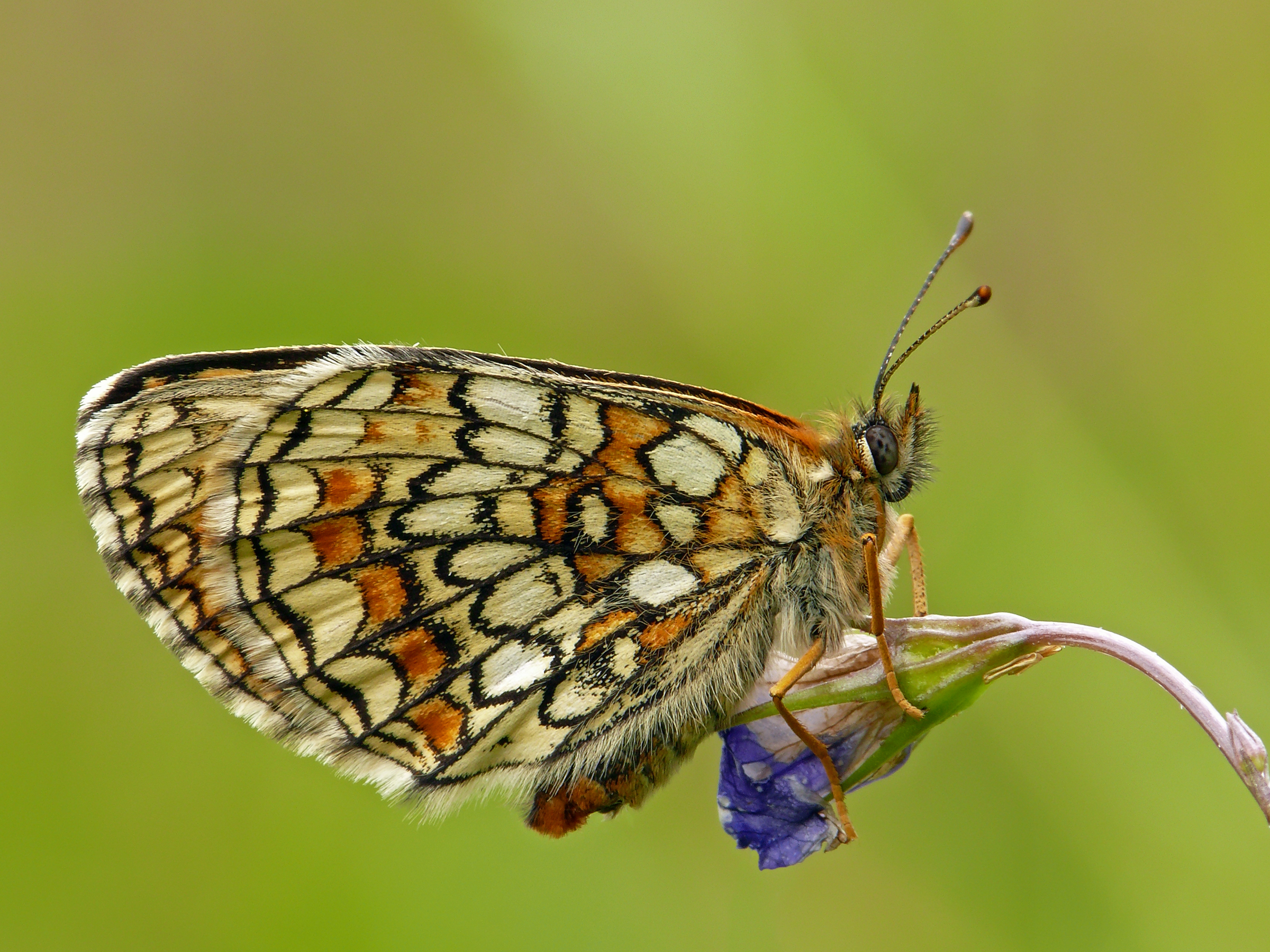
Melitaea athalia Bosparelmoervlinder
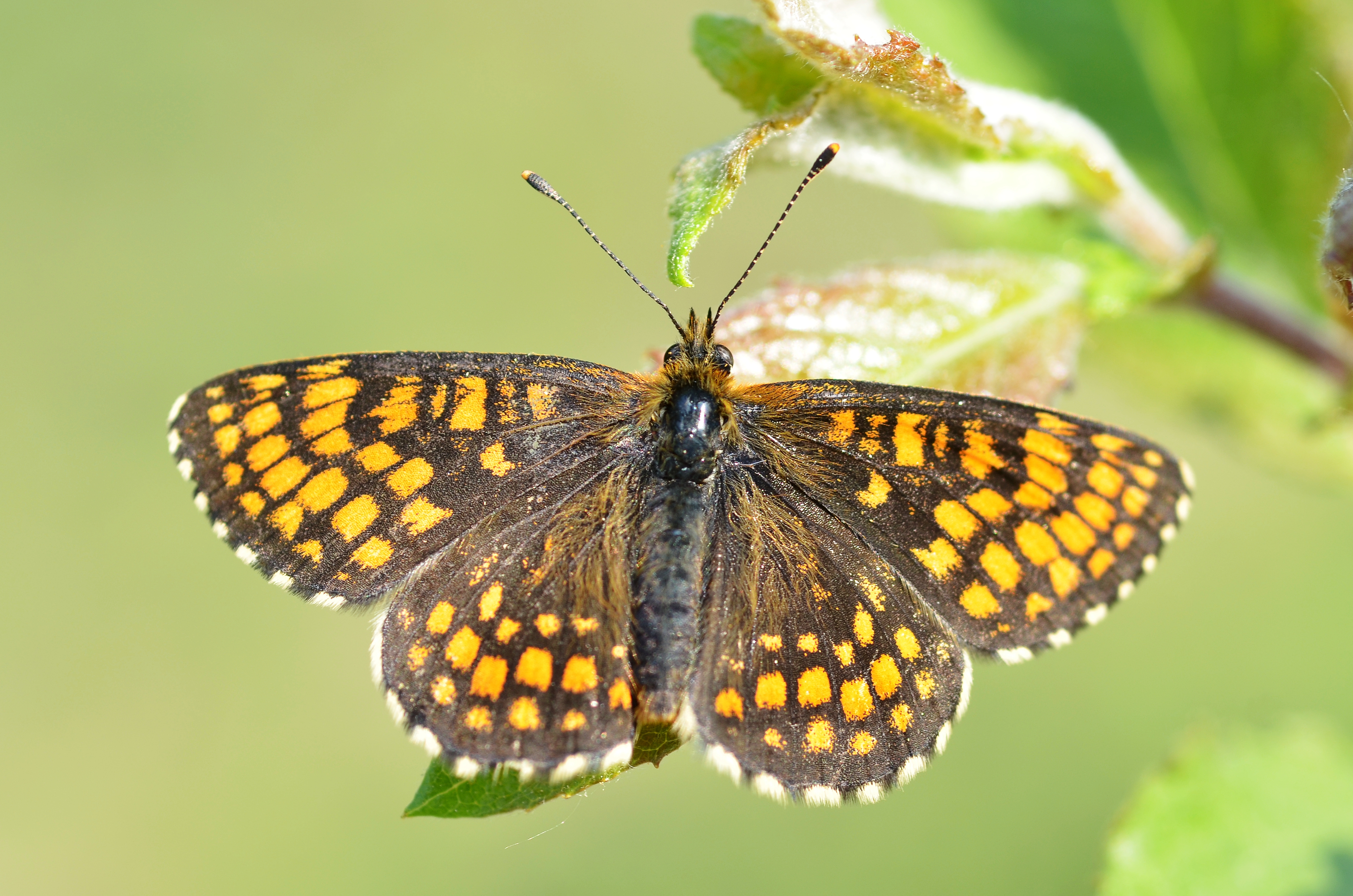
Melitaea athalia Bosparelmoervlinder
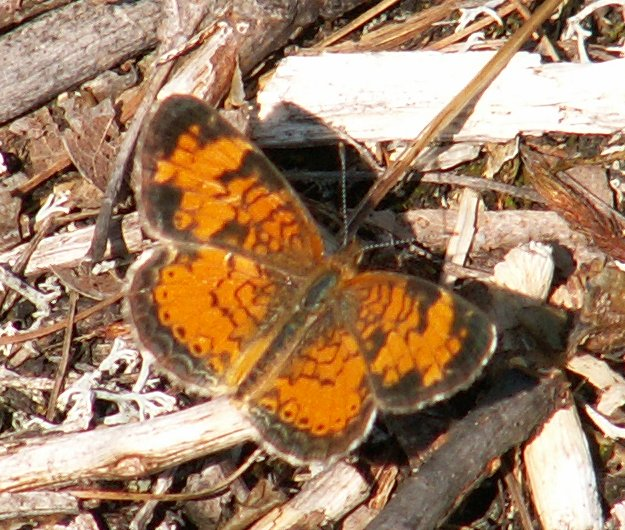
Phyciodes cocyta

### PycininiGrishin,2021
- Pycina Doubleday, 1849

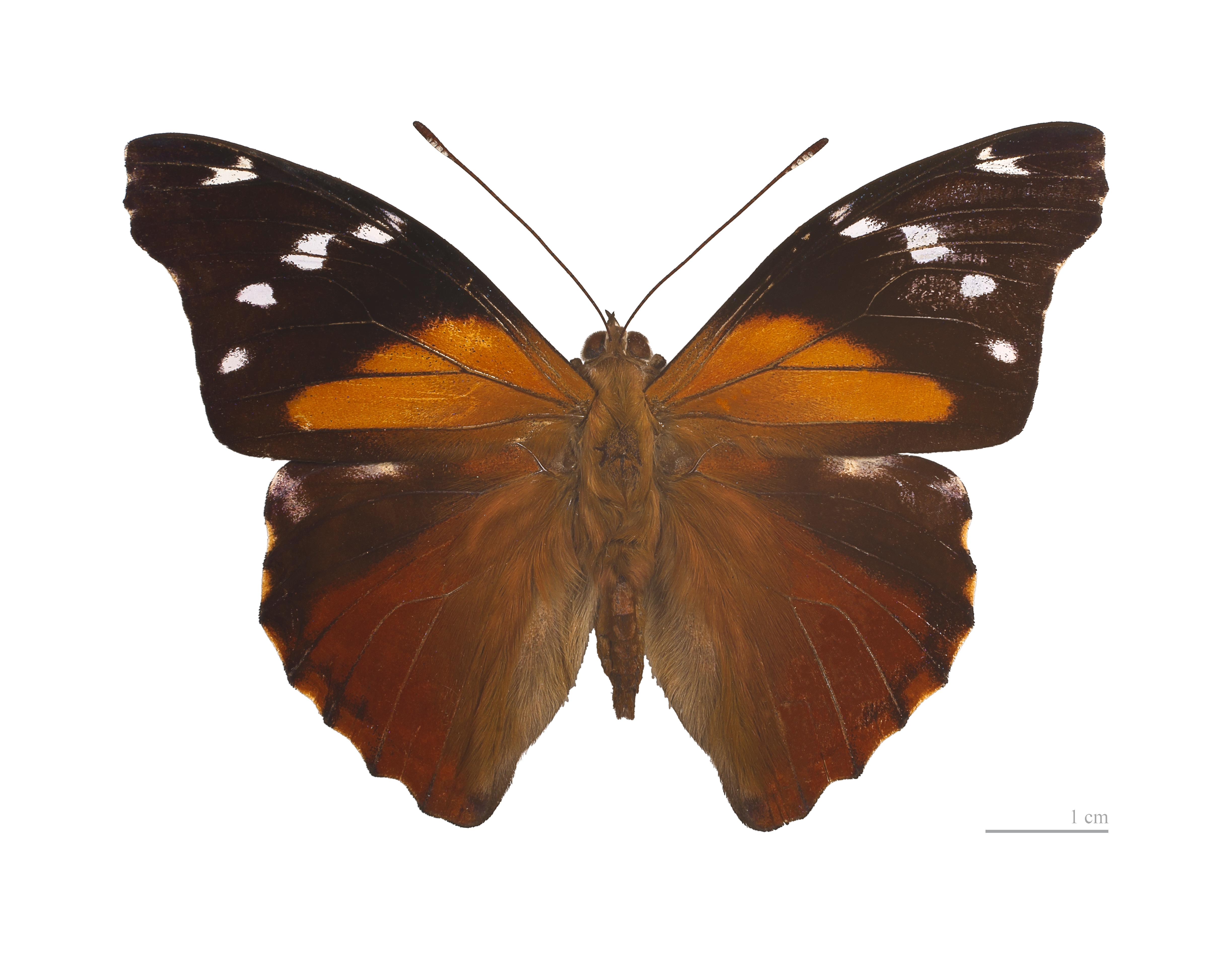
Pycina zamba

### RhinopalpiniGrishin,2021
- Rhinopalpa C. & R. Felder, 1860

### KallimoidiniGrishin,2021
- Kallimoides Shirôzu & Nakanishi, 1984

### VanessuliniGrishin,2021
- Vanessula Dewitz, 1887

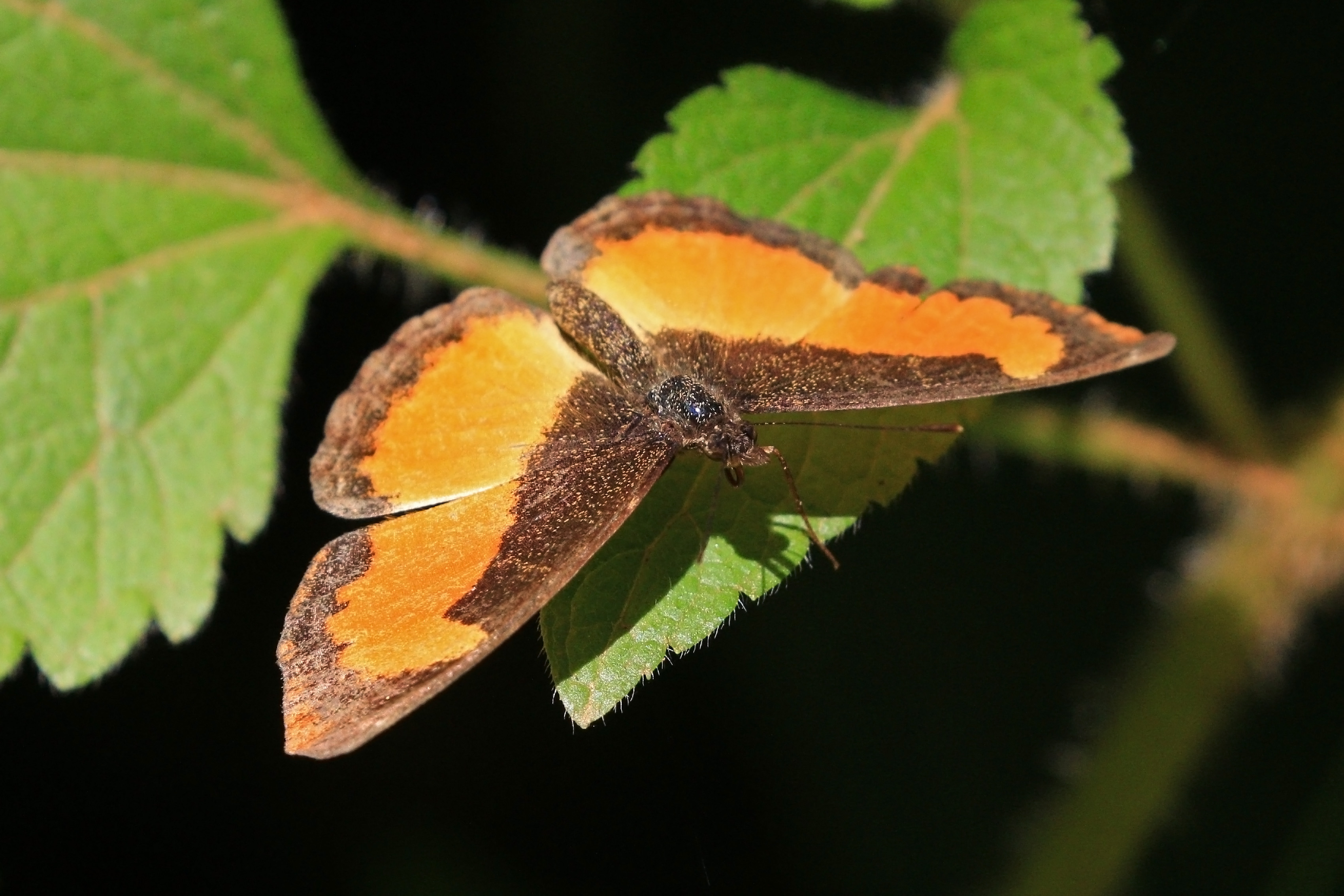
Vanessula milca

### DoleschalliainiGrishin,2021
- Doleschallia C. & R. Felder, 1860